# Pretty Little Liars

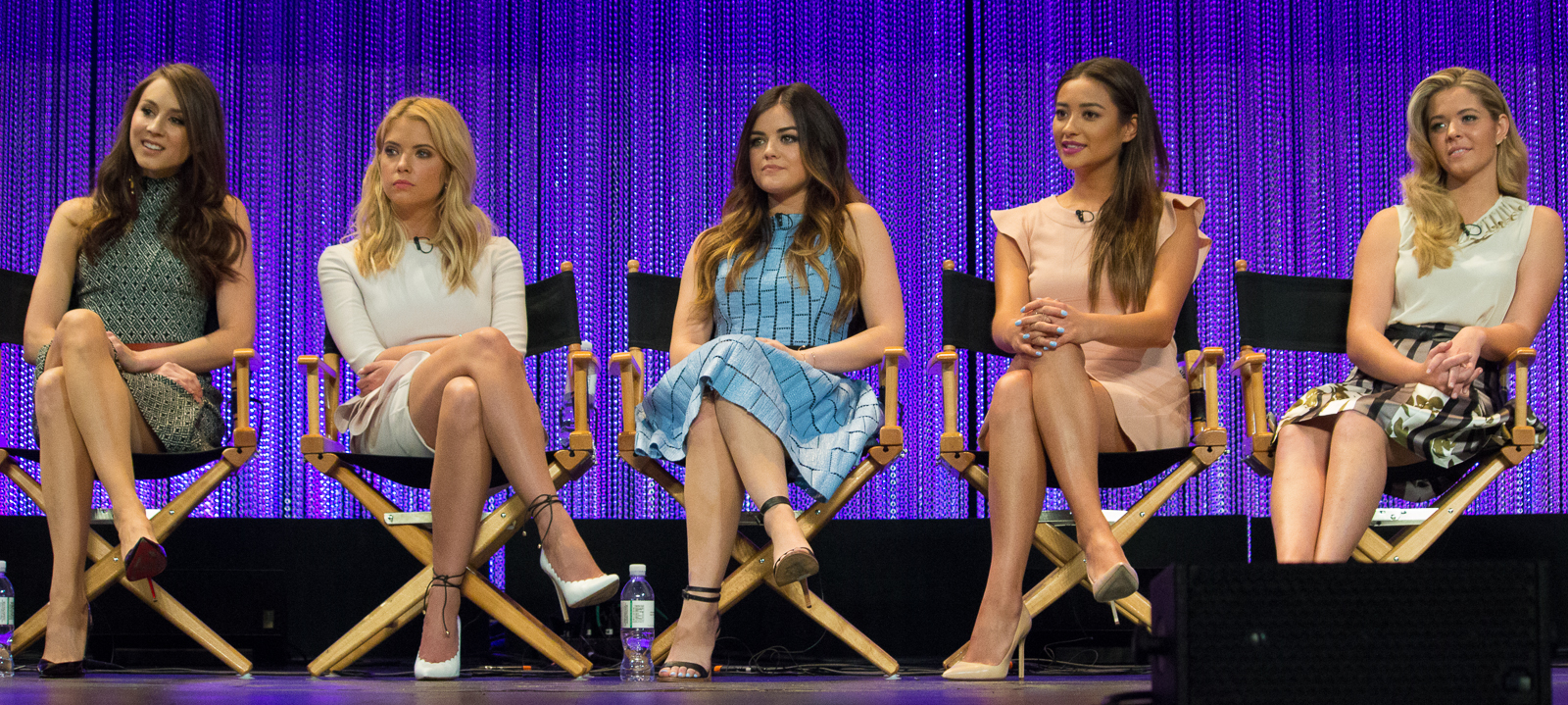
Le protagoniste di Pretty Little Liars. Da sinistra: Troian Bellisario (Spencer), Ashley Benson (Hanna), Lucy Hale (Aria), Shay Mitchell (Emily) e Sasha Pieterse (Alison).

Pretty Little Liars è una serie televisiva statunitense di genere teen drama, thriller e giallo trasmessa dal 2010 al 2017 per sette stagioni su ABC Family, canale via cavo dal 2016 rinominato Freeform.
Ideata da Marlene King, la serie è basata sulla serie di libri Giovani, carine e bugiarde, scritta da Sara Shepard. Nel 2013 è stato prodotto uno spin-off intitolato Ravenswood, cancellato al termine della prima stagione. Il 10 giugno 2014 la serie è stata rinnovata per una sesta e una settima stagione; quest'ultima è stata annunciata come la conclusiva il 30 ottobre dello stesso anno. Le riprese della serie sono terminate ufficialmente il 26 ottobre 2016.
Il 25 settembre 2017 Freeform ha confermato la produzione di un sequel, intitolato Pretty Little Liars: The Perfectionists, basato su un altro romanzo di Sara Shepard, The Perfectionists. Sasha Pieterse e Janel Parrish riprenderanno i rispettivi ruoli in Pretty Little Liars all'interno della nuova serie tv. Tale spin-off è stato cancellato dopo una sola stagione dalla rete televisiva Freeform. È in produzione per la rete HBO un remake della serie intitolato Pretty Little Liars - Original Sin.

## Trama
Rosewood, Pennsylvania. Un gruppo molto affiatato di cinque migliori amiche (Hanna, Emily, Aria, Spencer e Alison) trascorrono insieme il weekend del Labor Day. Durante la notte, però, Alison scompare misteriosamente. Avendo perso la loro "ape regina", le altre quattro amiche si allontanano ed il gruppo si sgretola.
Un anno dopo, le quattro ragazze rimaste cominciano a ricevere degli strani sms firmati semplicemente "A"; i messaggi contengono segreti che le ragazze pensavano di aver confidato solo ad Alison. Le ragazze deducono, dunque, che l'amica sia ancora viva, ma la scoperta del corpo di Alison smonta le loro certezze. Ipotizzano quindi che "A" sia l'assassino di Alison e cercano di scoprirne la vera identità.

### Prima stagione
Un anno dopo la scomparsa della loro migliore amica, Alison DiLaurentis, le quattro ragazze rimaste (Hanna, Emily, Aria e Spencer) riallacciano il loro rapporto di amicizia per far fronte a una figura misteriosa che sostiene di conoscere tutti i loro più intimi segreti, di cui solo Alison sembrava essere effettivamente a conoscenza.
Lo stalker comincia a inviare alle quattro amiche messaggi anonimi firmati "A”; oltre a conoscere vecchi segreti, A si intromette nelle relazioni personali delle ragazze, minacciandole e perseguitandole per mettere in atto la sua vendetta. Tutto ciò si rifletterà sulla vita di Aria, che cerca di bilanciare i suoi problemi familiari e la sua segreta relazione, appena nata, con l’insegnante di letteratura, Ezra Fitz; su Spencer, che deve costantemente soddisfare l’alto standard che la famiglia Hastings prevede di sostenere, stando attenta a non intromettersi nelle relazioni amorose della sorella maggiore, Melissa; su Hanna, che deve ancora abituarsi ad essere considerata la più popolare di tutta la scuola, dopo aver passato anni a combattere contro la bulimia; e su Emily, che invece sta scoprendo quale sia il suo orientamento sessuale dopo aver conosciuto la sua nuova vicina di casa, Maya St. Germain. Nel giardino di quest’ultima, viene poi ritrovato il cadavere di Alison e, da quel momento in poi, tutti i segreti delle ragazze verranno portati alla luce da A, incluso ciò che le cinque amiche hanno causato a Jenna Marshall, ragazza rimasta cieca dopo un controverso incidente, la cui colpa è ricaduta proprio sul suo fratellastro, Toby Cavanaugh.
Sempre più convinte che A sia anche l'assassino di Alison, le ragazze incominciano a scavare nel passato di quest'ultima, scoprendo alcuni video amatoriali in possesso della ragazza e girati da Ian Thomas, marito di Melissa, sorella di Spencer. Tempo prima, Ali aveva una relazione segreta con lui. Dopo aver visto un video in cui Ian sembrava colpire Alison alla testa, le ragazze pensano di aver finalmente trovato il loro stalker e l’assassino della loro amica, ma una notte, sul campanile della chiesa, mentre Ian attacca Spencer, una figura incappucciata raggiunge il luogo e spinge Ian di sotto, che finisce in mezzo alle campane, rimanendo incastrato e quasi impiccato tra le corde. Non appena la polizia giunge sul posto, però, il suo corpo sparisce misteriosamente.
A, nel frattempo, manda un ultimo messaggio alle ragazze, nel quale le avvisa che la loro tortura è appena cominciata.

### Seconda stagione
Dopo essere state raggiunte e interrogate dalla polizia in merito alla scomparsa del corpo di Ian dal campanile della chiesa, le quattro Liars vengono definite come bugiarde, in quanto è fisicamente impossibile che un corpo possa essere spostato in così poco tempo senza aver lasciato traccia e senza che nessuno abbia visto nulla. A seguito di ciò, Aria, Hanna, Spencer ed Emily vengono spinte dai genitori a frequentare una terapia di gruppo presso lo studio della dottoressa e psicoterapeuta Anne Sullivan. Tuttavia, dopo il clamoroso fiasco della prima seduta, i genitori delle ragazze insistono affinché le figlie rompano i rapporti, ritenendo la loro amicizia "malata" e costringendo dunque le figlie a vedersi di nascosto.
Visti i risvolti delle indagini, le ragazze cominciano a pensare che Ian non sia davvero morto e sia scappato dalla chiesa aiutato da qualcuno. In particolar modo, le ragazze sospettano che Melissa, sorella di Spencer e fidanzata di Ian, nasconda l'uomo al sicuro da qualche parte. Dopo aver rubato il cellulare di Melissa, in effetti, Spencer scopre una serie di messaggi scambiati con uno sconosciuto, che la ragazza sospetta essere proprio Ian. Per essere sicura delle proprie supposizioni, Spencer scambia a sua volta un messaggio con questo sconosciuto fingendo di essere Melissa e chiede all'uomo di confermare la sua identità chiedendogli il nome che sua sorella e Ian avevano deciso per la bambina che Melissa porta in grembo (la risposta la sanno, infatti, solo Spencer, Melissa e Ian). L'anonimo sconosciuto risponde con il nome corretto e Spencer ha dunque, nello stupore più assoluto, la conferma che l'uomo che Melissa sta nascondendo è proprio Ian. Insieme ad Hanna, Aria ed Emily, Spencer decide, una sera, di seguire a distanza Melissa in modo che le possa condurre al nascondiglio di Ian. Arrivate a un vecchio silos abbandonato in campagna, le quattro amiche sentono Melissa urlare sconvolta dall'interno. Le quattro amiche entrano di corsa nel deposito e vedono il cadavere di Ian steso a terra in una pozza di sangue, con una lettera e una pistola in mano. Dopo le analisi della polizia, sembra che Ian si sia suicidato, dato che sembrerebbe dimostrato dalla lettera di confessione che l'uomo stringeva in mano, nella quale ammetteva anche di essere l'assassino di Alison. Tuttavia, Emily si rende conto che la lettera è stata composta da A stesso utilizzando parole e frasi prese dalle lettere minatorie mandate alle quattro ragazze nei mesi precedenti. Emily si rende conto, dunque, che Ian potrebbe essersi suicidato come no, e che il vero assassino di Alison è ancora in libertà.
Hanna, Spencer, Emily ed Aria continuano a cercare potenziali sospetti, partendo proprio dal fratello maggiore di Alison, Jason, improvvisamente tornato in città. Nello specifico, a seguito di alcuni ricordi e comportamenti equivoci, Jason mostra una personalità particolarmente alterabile e iraconda.
Nonostante l'ottimo rapporto iniziale, le ragazze tagliano inoltre i ponti con l'agente di polizia Garrett Reynolds - lo stesso che le scortò alla stazione di polizia dopo le vicende della chiesa - quando scoprono che costui ha una relazione con Jenna Marshall, anch'essa sospettata.
Durante una seduta, le amiche - spinte dalla paura delle continue minacce - confessano alla dottoressa Sullivan tutto ciò che riguarda A. Molto preoccupata, la dottoressa si accorge che dalla descrizione comportamentale e psicologica fornita dalle sue giovani pazienti, lei stessa conosce l'identità di A, il quale sarebbe anch'esso un suo paziente. La donna contatta immediatamente le ragazze, chiedendo loro di incontrarsi nel suo studio e avvisandole di sapere chi sia A. Tuttavia, appena arrivate allo studio, le quattro ragazze trovano il locale distrutto, senza alcuna traccia della dottoressa, che sembra essere scomparsa nel nulla. Le ragazze si sentono in colpa per aver coinvolto la Sullivan (con il timore che A le possa aver fatto del male) e sotto pressione di A, il quale fa loro pensare di aver sepolto la terapeuta viva in un bosco, corrono di sera nel luogo indicatogli da A. Utilizzando una pala trovata sul luogo, cominciano disperatamente a scavare nella speranza di salvare la dottoressa. Tuttavia si scopre essere tutto un complotto di A: la dottoressa non si trova affatto lì e, anzi, la pala utilizzata dalle ragazze per scavare si scopre essere l'arma che ha ucciso Alison. Di conseguenza, Aria, Hanna, Emily e Spencer vengono arrestate. Grazie alla madre di Spencer, che è un avvocato, le quattro amiche riescono ad uscire di prigione su cauzione, dovendo però scontare alcune ore di servizi sociali. Inoltre Emily, dopo essere stata attirata in un magazzino abbandonato ed essere stata quasi uccisa con del monossido da A, ha una visione di Alison.
Aria rivela ai suoi genitori della relazione con Ezra Fitz, con enorme disappunto di sua madre e, soprattutto, di suo padre. L'uomo farà di tutto per rendere ad Ezra la vita impossibile, facendogli anche perdere il lavoro.
Emily, invece, dopo essere tornata insieme a Maya - che era stata internata in un centro di riabilitazione per tossico dipendenti - litiga con la ragazza dopo averla beccata nuovamente a fumare uno spinello ad una festa. Maya a quel punto scompare, lasciando Emily in preda alla preoccupazione, che alla fine riesce a contattarla e ad accertarsi che stia bene.
Le ragazze escogitano un piano per smascherare A, dicendogli di essere a conoscenza di cose che porterebbero alla sua scoperta e chiedendogli dunque di incontrarle in una serra abbandonata fuori città. Alla serra, A attacca Emily ma Aria e Spencer riescono a salvare l'amica e a mettere A all'angolo. Il ricattatore fugge rapido dalla serra prima che le tre possano smascherarlo. Tuttavia, fuori dalla serra, A in fuga viene investito da Hanna - arrivata tardi all'appuntamento - e, nonostante riesca a fuggire nei boschi, perde il cellulare, che viene prontamente recuperato dalle ragazze. Dopo che Caleb, il ragazzo di Hanna, ha hackerato il telefono sotto richiesta della sua fidanzata, vengono rinvenuti elementi che fanno scoprire alle ragazze che Alison stessa veniva minacciata da A prima della sua morte e che per seguire e smascherare lo stalker senza farsi scoprire aveva incominciato ad indossare una parrucca mora (Alison era bionda naturale) e si era creata un alter-ego chiamato Vivian Darkbloom. Sempre cercando nel telefono di A, le ragazze apprendono che Alison aveva, poco prima di essere uccisa, scoperto un luogo dove A avrebbe potuto nascondersi. Si tratta di un motel sperduto fra i boschi, il "Lost Woods Resort", il cui proprietario tuttavia si rifiuta di consegnare alle ragazze il registro delle presenze, mostrando atteggiamenti sospetti.
Si avvicina la fine dell'anno scolastico e "A" fa recapitare a casa di Spencer quattro inviti per il ballo che si terrà presso la Rosewood Lodge Accadem. Immaginando di riuscire a beccare A al ballo, che grazie ad alcune informazioni presenti nel suo telefono pare ormai essere una donna, le amiche si organizzano e si dividono in modo da non farsi trovare impreparate. Hanna, Aria ed Emily resteranno al ballo ad attendere il cigno nero (la ragazza che ormai credono essere A) mentre Spencer e Mona Vanderwaal - un’amica di Hanna, la quale ha cominciato ella stessa ad essere vittima di A - si recano al Lost Wood Resort dove, rubata la chiave della camera numero due (ossia la stanza accanto a quella affittata da "Vivian" l'anno precedente prima di morire), le due compagne scoprono effettivamente quello che sembra essere il covo di A. Tuttavia, mentre Mona rientra dopo essere andata un attimo fuori, alla macchina, Spencer trova in un diario un dettaglio che la fa trasalire: Mona è A. Non appena si volta, infatti, vede Mona vestita da A, che la tramortisce con un colpo alla testa per poi rapirla. Ripresa conoscenza, Spencer parla con Mona e capisce che la ragazza aveva inizialmente optato per il ruolo di A come vendetta nei confronti di Alison e dell'esasperante bullismo inflittole in precedenza. Mona ammette anche di aver ripreso il ruolo di A in seguito alla scoperta del corpo di Alison, in quanto la sua morte aveva riunito le quattro amiche e pertanto Mona era tornata ad essere esclusa da Hanna, l'unica vera amica che abbia mai avuto. Mentre Spencer cerca di far ragionare Mona facendole capire che Hanna le vuole ancora bene e tiene a lei, riesce ad avviare una chiamata silenziosa indirizzata ad Hanna stessa. Hanna, Aria ed Emily ascoltano la conversazione inaspettata e scioccante, realizzando con orrore che Mona è A. Tramite il GPS del telefono di Spencer, le altre tre ragazze riescono a raggiungere l'amica prima che Mona possa farle del male (avendole pochi minuti prima detto che si sarebbe dovuta unire al "Team A", altrimenti sarebbe stata uccisa). Nonostante l'arrivo delle ragazze, Mona insegue Spencer - nel frattempo fuggita dall'auto - lungo un burrone e, dopo una lotta, Mona precipita giù, fra le lacrime di Spencer.
All'arrivo della polizia e dei soccorsi, Mona viene trovata sul fondo della scarpata ancora viva e viene condotta all'ospedale psichiatrico "Radley Sanitarium". Le ragazze inoltre vengono raggiunte con sorpresa dalla dottoressa Sullivan, la quale, dopo un lungo abbraccio, spiega loro di essere stata costretta da A a simulare la sua scomparsa in quanto Mona minacciava suo figlio. La Sullivan piega inoltre che Mona sarà ora reclusa al Radley fino a una completa guarigione di quello che sembra essere un disturbo mentale che l’ha portata ad essere "A". Appena condotta nella sua stanza, tuttavia, Mona viene raggiunta da una misteriosa figura vestita di rosso, lasciando credere che in realtà Mona stesse lavorando per qualcun altro all'interno del Radley.
Tornate a Rosewood e convinte che tutto sia finalmente finito, Aria, Emily, Hanna e Spencer vengono raggiunte in strada dalla madre di Emily, disperata e in lacrime. La donna, sconvolta, rivela alla figlia che la polizia ha appena trovato un cadavere nel loro giardino: quello di Maya.

### Quarta stagione
Dopo essere fuggite da Thornhill e aver aperto il bagagliaio dell'auto del Detective Wilden, che risulta ancora scomparso, (nel quale trovano un maiale morto) Hanna, Aria, Spencer, Emily e Mona rubano l'hard disk del computer di bordo della volante per proteggere la madre di Hanna. La donna, infatti, investì pochi giorni prima il poliziotto a seguito di una lite e l'intera scena venne ripresa appunto dall'auto di Wilden e dal suo computer. Dopo essersi recate a casa di Spencer, le ragazze interrogano Mona per capire se possono o meno fidarsi di lei. La ragazza rivela alle quattro tutto ciò che sa: Lucas era il suo aiutante quando lei era A e quando lavorava nell'A Team; fu lei stessa a portare l'auto di Wilden nel garage di Hanna qualche giorno prima e fu sempre lei una delle tre regine di cuori presenti sul treno di Halloween (nello specifico, quella che attaccò Hanna). Tuttavia, ammette di non essere stata lei a spingere Ian giù dal campanile e di non sapere chi sia stato. La mattina dopo, Mona conduce al proprio camper-covo le ragazze e mostra loro un video in cui è chiaro che una delle regine di cuori era proprio Wilden, mentre l'altra non si vede perché, poco prima che si tolga la maschera, A attacca con un virus il computer di Mona e ne distrugge tutti i file. A detta della ragazza, l'altra regina di cuori era Melissa, sorella di Spencer. Tuttavia, Spencer non vi crede. Mentre Mona continua, anche nei seguenti giorni, a cercare di dimostrare la propria lealtà alle ragazze, Aria, Hanna, Spencer ed Emily continuano a non fidarsi di lei. Quando Mona decide di portare di nuovo le ragazze al suo camper per permettere loro di frugarci dentro, si rende conto che un collaboratore di A lo ha rubato (nello specifico Toby, poiché A gli ha detto che, se gli avesse consegnato il camper, lui/lei gli avrebbe dato delle risposte circa la morte di sua madre Marion). Poco dopo, Mona viene aggredita nella sua auto da A e quasi uccisa strangolata, ma riesce a salvarsi grazie alle ragazze.
Al funerale di Wilden, A avverte le amiche che nella bara dell'uomo c'è qualcosa che può incriminarle. Aperta la bara, Spencer e Mona trovano il cellulare della madre di Hanna, Ashley. Preoccupata per sua madre, che non solo ha investito Wilden ma ha anche atteggiamenti sospetti circa la settimana appena passata a New York, Hanna cerca di parlare con la donna in modo da ottenere risposte, senza però riuscirci.
Dopo aver incontrato la madre di Alison, nel frattempo tornata a vivere in città, la donna regala ad Hanna Tippy, un pappagallo che visse con Alison nei suoi ultimi giorni a Cape May. L'animale continua a canticchiare e a ripetere un motivetto che Hanna e Mona riconoscono essere un numero di telefono. Quando le ragazze provano a comporre il numero e a rintracciarlo, però, A entra in casa Hastings e ruba Tippy.
Mentre Spencer accompagna Toby al Radley per cercare indizi su sua madre, che si era suicidata lì anni prima quando era in cura per una forte depressione, Hanna è sempre più preoccupata per sua madre, dato che quest’ultima continua a mentirle su dov'era la notte in cui Wilden venne ucciso. La donna afferma di non essere mai uscita dalla sala conferenze a New York, quando invece il suo telefono è stato appunto trovato da A a Rosewood. I sospetti di Hanna si alimentano ulteriormente quando, dopo aver parlato con suo padre, scopre che Ashley ha rubato la pistola dell'uomo giorni prima.
Nel frattempo, Emily viene in possesso di una maschera identica a quelle indossate da Cappotto Rosso e dalla Vedova Nera (raffigurante il volto di Alison ricalcato). Tramite un marchio, le ragazze riescono a risalire a chi l'ha prodotta. Mentre Emily si fa fare il calco del viso dal produttore delle maschere come baratto in cambio di alcuni informazioni, Hanna si intrufola nel retrobottega e vede delle maschere raffiguranti un volto a lei noto: Melissa.
Mentre il dottor Palmer (che curava la madre di Toby al Radley, ora affetto da demenza senile) avverte Spencer e Toby di stare lontani da una certa ragazza bionda misteriosa, Spencer vuole scoprire la verità su Melissa e pertanto inserisce nella sua valigia (la ragazza è appena tornata da Philadelphia) la maschera raffigurante lei stessa. Come previsto, Melissa si reca subito al negozio di maschere per distruggere tutte quelle che la raffigurano, ma viene sorpresa da Spencer, che si confronta duramente con lei su un ponte. La ragazza conferma che era lei la terza regina di cuori sul treno di Halloween e che stesse facendo ciò per proteggere Spencer e le sue amiche da Wilden, colpevole di aver appiccato il fuoco a Thornhill insieme a Jenna e Shana. Inoltre, Melissa rivela alla sorella che nemmeno lei crede che Alison sia davvero morta.
La madre di Hanna confessa di essere tornata a Rosewood subito dopo la conferenza a New York, ovvero la stessa notte in cui Wilden fu ucciso: la ragazza è ora convinta che sia stata la madre ad ucciderlo con la pistola di suo padre.
Le ragazza scoprono che il numero canticchiatto da Tippy appartiene alla contea di York, contea in cui è presente un college: il Cicero College. Spencer ed Emily approfittano di doversi recare al college per discutere di un’eventuale iscrizione per cercare indizi. Arrivate là, scoprono che il numero appartiene ad una confraternita. Le amiche si intrufolano quindi a una festa della confraternita e vengono a conoscenza di una stanza segreta in cui è presente un telefono che risponde al numero del pappagallo: scoprono dunque che Alison aveva contatti telefonici con la confraternita. Stanca di aspettare il ritorno delle amiche, Hanna (dopo aver trovato delle scarpe di sua madre infangate nella spazzatura e una pistola carica nel suo armadio) si reca da sola al Cicero College per cercare di seppellire l'arma. Tuttavia, avvisata da A, arriva la polizia che arresta subito Hanna.
Per farsi perdonare dall'aver nascosto alle amiche di sapere che fu Toby a rubare il camper di Mona, Spencer si reca con il ragazzo nella tetra cittadina di Ravenswood per cercare la signora Grunwald, un tempo matriarca della confraternita del Cicero College, per scoprire se la donna sa qualcosa su Alison. Una volta trovata, la donna nega a Spencer di aver mai usato il telefono nella stanza segreta. Sempre a Ravenswood, Toby e Spencer vedono Shana aggirarsi per le strade della città.
La madre di Hanna viene arrestata: sulla pistola, i cui proiettili corrispondono a quelli che hanno ucciso Wilden, sono state trovate le sue impronte. Ashley è ora in carcere e, se le accuse a suo carico risulteranno fondate, la donna rischierebbe la pena di morte: Hanna è disperata per la sorte di sua madre. Le viene proposto di dichiararsi colpevole con l'attenuante della legittima difesa, ma Ashley rifiuta la proposta, considerandosi innocente e incastrata.
Dopo che Emily ruba dalla centrale di polizia la chiave di casa di Wilden, sua madre - che lavora part-time in centrale - viene sospesa dal lavoro. Mentre Pam è al telefono con il marito per discutere di quanto successo, un'auto si infrange come un ariete contro il salotto di casa Fields, distruggendo buona parte della struttura e rendendo l'edificio inabitabile. Il colpevole rimane ignoto, anche se secondo Emily è sicuramente A.
Hanna spera che la madre di Spencer riesca a far rilasciare sua madre su cauzione, ma ciò non avviene e, anzi, Ashely viene spostata in un altro carcere. Decisa a salvare la madre, Hanna vuole confessare di aver ucciso lei Wilden e per recitare bene la parte decide di chiedere aiuto a Mona, che la fa esercitare in modo tale da inventare una storia credibile. Fermata da Caleb, Hanna viene a conoscenza che nel frattempo Mona stessa ha confessato al suo posto per salvare la madre dell'amica, affermando di avere ucciso il detective in quanto sapeva che Wilden aveva ucciso Garrett. Il racconto di Mona ha però delle incongruenze che non convincono la tenente Tanner e il detective Holbrook, quindi la ragazza viene rilasciata. Tuttavia, ciò è sufficiente per far rilasciare anche la madre di Hanna su cauzione fino al processo.
Sentendo Jenna e Shana parlare di Alison a scuola, le ragazze approfittano di una festa da loro organizzata per mettere le due alle strette e verificare cosa sanno della loro amica creduta morta. Tuttavia, prima che questo possa succedere, Jenna viene trovata priva di coscienza, intenta a galleggiare nel lago, dopo essere stata colpita alla nuca da A. In ospedale, Shana confessa chi è la persona che spaventa tanto Jenna: si tratta di CeCe Drake.
Aria risale ad un indirizzo di Philadelphia e, dopo essersi recata lì, riesce a parlare con l’ex coinquilina di CeCe, la quale ammette che la ragazza odiava a morte le Liars perché pensava che ce l'avessero con Alison.
Dopo la confessione, Mona torna a stare al Radley, dove si rifiuta di rispondere alle domande di Wren (sospettando di un suo possibile coinvolgimento nei piani di A). Hanna parla con Wren dato che non le fanno vedere Mona e l'uomo confessa alla Marin che, la sera prima, una ragazza bionda sconosciuta voleva vedere Mona. Appena Hanna se ne va, Wren parla con qualcuno al telefono, dicendogli che ora ognuno dovrà fare la sua parte. Per mettere zizzania, Wren dice alla madre di Spencer che Mona è ancora cattiva e vendicativa: la donna allora affronta violentemente Mona al Radley, dichiarando di essere disposta a fare tutto per proteggere la sua famiglia. A causa di ciò, la donna viene rimossa dal caso di Wilden.
Dopo aver parlato di nuovo con il dottor Palmer, il quale le dice di chiedere informazioni su CeCe a Jessica DiLaurentis (la madre di Alison), Spencer affronta la donna, la quale le confessa che, essendo molto amiche e legate, CeCe ed Alison non si scambiavano solo i vestiti, ma anche l'identità, per fare assurdi scherzi. Spencer capisce dunque che le maschere di Alison servivano a CeCe.
Dopo aver trovato una busta di denaro nel proprio armadietto, utile a pagare la cauzione di Ashley, Hanna viene intercettata da un ragazzo di nome Travis, che afferma di averle dato lui i soldi e di sapere che sua madre è innocente. Hanna cerca allora di convincerlo a parlare con la polizia, ma il ragazzo è riluttante in quanto rischierebbe di allargare i sospetti della polizia su suo padre, carrozziere poco distante dal luogo del delitto di Wilden.
CeCe, sempre più sospetta, parla al telefono con qualcuno dicendo di aspettarlo: accanto a lei è appeso un cappotto rosso.
Travis parla con la polizia e afferma di aver visto Ashley andarsene dal luogo dell'incidente prima degli spari da lui sentiti quella notte. La madre di Hanna viene scagionata dalle accuse e rilasciata. Le ragazze ricevono allora un pacco di A con dentro una bambola di Mona inforcata. Pensando che la ragazza si trovi in pericolo, cercano di rintracciare Mona. La sera stessa, mentre Spencer, Hanna ed Aria sono distratte da un gioco di magia ad uno spettacolo che si tiene a Ravenswood, A rapisce Emily e la chiude in una cassa di legno, posizionata sul rullo di una segheria: la lama potrebbe uccidere Emily tagliandola in due. Trovata la segheria dove e rinchiusa l’amica, le ragazze vedono due Cappotto Rosso. Spencer segue quella che ha salvato Emily, mentre Aria l'altra. Quest'ultima si rivela essere proprio CeCe, la quale, dopo aver lottato con Aria, cade da una piattaforma restando senza coscienza. Le ragazze pensano sia morta, ma in realtà la donna si dilegua. Spencer invece, seguendo la seconda Cappotto Rosso, scopre in una casa vicina un covo pieno di elementi sul caso di Alison: appunti, diari, computer e telecamere di sorveglianza. Grazie agli indizi trovati, le ragazze scoprono che Alison è davvero viva, fatto confermato quando, uscendo dal covo, le ragazze vengono raggiunte dalla Grunwald, che afferma di aver mentito a Spencer e di conoscere Alison, poiché la donna è una sensitiva e, secondo Alison, poteva aiutarla a difendersi dall'uomo che un tempo la seguiva e che la segue tuttora. La Grunwald afferma inoltre che, la notte della sua scomparsa, avendo avuto una premonizione, guidò fino a Rosewood e vide Alison, sepolta viva, dimenarsi con una mano che sbucava fuori dal terreno. La Grunwald disseppellì Alison, ancora viva, poi la porto in ospedale, ma Alison fuggì prima di ricevere soccorso. La vecchia avverte inoltre le ragazze che "lui" le sta osservando nella speranza che lo conducano da Alison. Rientrato al covo, si scopre che il proprietario è Ezra, il quale, ora, sembra essere A.
Recatesi alla festa al cimitero di Ravenswood, dopo aver seguito Cappotto Rosso (che credono sia proprio Alison), le ragazze trovano un passaggio segreto che conduce alle cripte del cimitero. Tuttavia, le Liars si perdono di vista e Hanna si ritrova all'interno di una casa nella quale trova una cabina telefonica. Giunte anche le altre nella casa, Spencer sente la voce di Alison e, nel seguirla dentro una serra, ha uno spiacevole scontro con Ezra mascherato, che le tramortisce. Mentre Caleb, nel frattempo accorso a Ravenswood per aiutare le ragazze, decide di restare per dare aiuto ad una sua amica, Miranda, che vuole di trovare suo zio, le quattro amiche seguono Cappotto Rosso in un vicolo. La donna si rivela essere proprio Alison: tuttavia, la ragazza si dilegua poco dopo.
Dopo la scoperta, le quattro amiche si chiedono se qualcun altro sappia che Alison è ancora viva e, soprattutto, si chiedono a questo punto di chi sia il corpo nella sua bara. Facendo delle ricerche, scoprono che una coetanea di Alison, Sarah Harvey, scomparve nello stesso periodo di Ali da una cittadina vicina a Rosewood. Dopo aver incontrato le amiche della ragazza, le Liars capiscono però che non può essere di Sarah il corpo nella bara di Ali, in quanto la ragazza è stata vista l'ultima volta il giorno dopo il ritrovamento del cadavere di Ali.
Mentre Toby scopre che sua madre non si è suicidata ma è stata uccisa da qualcuno al Radley, Hanna deve accettare a malincuore che Caleb resti ancora a Ravenswood per aiutare la sua amica Miranda. Hanna scopre, inoltre, tramite un diario di Alison rubato dal covo di A, che la ragazza non scriveva affatto cose carine nei loro confronti prima di morire.
Analizzando il diario, le ragazze scoprono l’esistenza di un locale ormai chiuso e decidono quindi di recarsi lì per verificare se la loro amica possa nascondersi proprio in quel posto. Tuttavia, durante il viaggio, l’auto delle ragazze ha un guasto e, mentre aspettano Travis con il carro attrezzi, le Liars si riparano nella vicina baita dello zio di Ezra, dato che fuori infuria un temporale. Ezra, nel frattempo, si reca a casa di Hanna per parlare con sua madre del rendimento scolastico della ragazza e, mentre la donna fa una telefonata di lavoro, Ezra fruga in camera di Hanna per cercare il diario sottratto dal suo covo, senza però riuscire a trovarlo. Tuttavia, l’insegnante accende il suo pc per fare qualcosa. Alla baita, intanto, le ragazze vengono attaccate da A che, dopo averle chiuse in una stanza, ruba loro il diario, scrivendo poco dopo alle quattro amiche di essere loro grato per averlo aiutato a decifrarne il contenuto.
Mentre Toby decide di accettare un grosso risarcimento da parte del Radley dopo aver scoperto che la madre di Alison, Jessica, fa parte del consiglio dell'ospedale psichiatrico, Shana intercetta Emily dicendole di avere un messaggio per lei da parte di Alison: la ragazza vuole incontrarla da sola quella sera stessa. La stessa Shana rivela di essere un'amica di infanzia di Alison (abitava in Georgia vicino a sua nonna) e di essersi trasferita a Rosewood per aiutarla. Emily si reca all'incontro con Alison dopo aver intimato a Spencer di non seguirla. All'incontro, Alison ammette di fidarsi solo di Emily e le chiede di aiutarla a scoprire chi sia A per poter finalmente tornare a casa. Tuttavia, Spencer sopraggiunge curiosa facendo scappare Alison, con profonda rabbia da parte di Emily.
Mentre Hanna bacia Travis a casa sua, per poi sfogare il proprio dolore per la separazione con Caleb con la madre, Jake (istruttore di autodifesa di Aria) vede Ezra litigare furiosamente e con violenza con qualcuno in un'auto, anche se il ragazzo aveva detto ad Aria di essere a Philadelphia da un amico, quella sera.
Spencer analizza le pagine del diario di Alison fotografate prima che venisse rubato da A e scopre che Alison, al bar, era solita incontrarsi con un uomo misterioso che ordinava sempre torta ai frutti di bosco e birra. Arrivata al bar, Spencer vede Ezra seduto da solo a un tavolo, il quale ha appena ordinato proprio quelle due cose lì.
Nel frattempo, Hanna si reca dal dentista in quanto il riconoscimento del corpo di Alison era avvenuto tramite il suo calco dentale. In poco tempo, la ragazza riesce a rubare la lista del pazienti della clinica e se la infila in borsa, Tuttavia, mentre attende il dottore sul lettino per la pulizia dei denti, A entra nello studio e, dopo averla narcotizzata, le ruba la lista. Quella sera stessa, A tritura la lista e la dà in pasto a Tippy il pappagallo.
Shana chiede aiuto ad Emily per aiutarla a rubare dei soldi in casa DiLaurentis e portarli successivamente ad Alison. Tuttavia, A colpisce Shana e conduce la sua auto al confine della città, intimandole di non tornare affatto a Rosewood.
Nel frattempo, Spencer comincia ad indagare su Ezra sotto effetto di anfetamine per combattere la stanchezza e aumentare la sua concentrazione, tuttavia decide per il momento di non parlarne ad Aria. Hanna si accorge che qualcuno ha usato il suo computer e corre da Spencer dove viene informata, appunto, dei sospetti nati su Ezra. Tuttavia, mentre le due ragazze si recano dal professore per frugare in casa sua, Hanna e Spencer notano una telecamera nascosta che le spia. Decidono dunque di accantonare il piano e di fuggire.
Ezra, a insaputa di Aria, apre una botola nel pavimento della baita di suo zio, rivelando una stanza segreta con tre computer e telecamere che controllano tutto ciò che fanno le ragazze.
Mentre Spencer prova ad avvertire le amiche del possibile coinvolgimento di Ezra, lo stesso uomo rigira la frittata e mette in discussione la lucidità delle affermazioni di Spencer, facendo leva sul fatto che la ragazza prende delle pillole in quantità esagerate. Mentre si scopre che Mona sta aiutando Ezra in ciò che l’uomo sta facendo, Ezra dice ad Aria alcune cose sul conto di Spencer che non avrebbe dovuto sapere. Aria inizia dunque ad avere qualche dubbio sul suo ragazzo e, dopo essersi recata alla baita, trova un racconto scritto dal fidanzato in cui Ezra scrive del suo primo incontro con Alison e della loro relazione segreta. Realizzando che Ezra conosceva l’amica creduta morta ancora prima di incontrarla e sentendolo arrivare con l'auto, Aria ruba il racconto e scappa dalla baita, ma per errore lascia le chiavi della sua auto nell'edificio. Ezra le riconosce e inizia a cercare Aria, raggiungendola su una seggiovia lì vicino. A quel punto, Ezra racconta ad Aria la verità: sta cercando di scrivere un libro su Alison, pensando che risolvendo il mistero della ragazza scomparsa e creduta morta da tutti possa diventare uno scrittore famoso. Aria scoppia in lacrime pensando che l'uomo si sia solo servito di lei e getta le pagine del racconto giù dalla seggiovia.
I genitori di Spencer sono preoccupati per le pillole che la ragazza continua ad assumere e le propongono quindi di farla disintossicare in una clinica a Philadelphia. Tuttavia, la ragazza chiede di poterne uscire da sola.
Aria scopre in casa di Ezra numerosi fascicoli, testi e foto di lei e delle sue amiche: presa dalla rabbia, la ragazza distrugge ogni cosa nell'appartamento prima che arrivino le sue amiche a calmarla per poi riportarla a casa e consolarla per lo shock subito.
Spencer ricorda che anche poco prima che Alison sparisse lei assumeva le anfetamine e, dopo aver notato una foto nel diario di Alison in cui la ragazza correva in giardino con un'ombra alle spalle, si rende conto di essere lei stessa l'ombra: quella notte, sotto effetto delle pillole, litigò furiosamente con Alison a tal punto da afferrare una pala e inseguirla. Terrorizzata, Spencer parla con la madre di Alison, chiedendole se sappia qualcosa sul suo conto che lei non riesce a ricordare. La donna, stizzita e minacciosa, le intima di andarsene.
Spencer, dopo essere stata per tre giorni in riabilitazione, è sempre più convinta di aver colpito lei stessa Alison con la pala quella fatidica notte.
Mentre Aria si dà alle feste universitarie, all'alcol e ai ragazzi per dimenticare Ezra, Emily viene sorpresa da Paige mentre manda via posta alcuni soldi ad Alison. Messa alle strette, la ragazza le confessa la verità e Paige, nel terrore che possa succedere qualcosa all'amica, scrive un biglietto anonimo per la polizia, in cui afferma che Alison è viva e che si nasconde da qualche parte. Il giorno dopo, il detective Holbrook mostra ad Hanna il biglietto di Paige, sospettando della ragazza.
Emily affronta Mona, la quale le confessa di aver accettato di aiutare Ezra nello scrivere il suo libro in cambio dell’omissione delle parti che la coinvolgevano in fatti illegali quando lei era A.
Aria legge il manoscritto di Ezra e capisce che a suo parere A è Jessica DiLaurentis, madre di Alison. La stessa Spencer nota atteggiamenti misteriosi e sospetti nella donna e quella sera, dopo aver litigato con la madre, Veronica, Jessica appare per un istante nella sua stanza per poi sparire nel nulla pochi attimi dopo.
Le ragazze devono partecipare ad una sfilata organizzata a casa DiLaurentis in quanto la madre di Hanna, che ora lavora per Jessica, ha notato che la DiLaurentis sta nascondendo abiti da donna come se sapesse già che la figlia è ancora viva. Quella sera, Spencer segue Jessica e la sorprende nel bosco, intenta a dare dei soldi a uno sconosciuto. Nel seguirla, Spencer viene attaccata da A: la ragazza cade rovinosamente e, una volta tornata dalle amiche, trova le ossa di una mano nel corpetto del suo abito. Grazie ad Emily, Alison contatta le amiche dicendo loro di raggiungerla e incontrarla a Philadelphia. Presentatesi all'appuntamento, le ragazze vedono Noel Khan, il quale le conduce in un posto segreto a New York, dove finalmente le Liars incontrano e abbracciano la loro amica creduta morta.
Mentre le ragazze sono a New York, la centrale di polizia di Rosewood è molto affollata: la prima interrogata è CeCe Drake, che confessa di sapere chi ha ucciso la ragazza scambiata per Alison. Dopo aver convocato in centrale anche i genitori di Alison e di Spencer, essendo la ragazza sospettata a causa della sua dipendenza da anfetamine, torna da Londra Melissa, che corre in centrale dalla famiglia e confessa al padre di sapere chi ha ucciso la ragazza misteriosa seppellita al posto di Ali: dopo averglielo sussurrato all'orecchio, il signor Hastings resta visibilmente sconvolto.
A New York, intanto, Alison racconta finalmente la sua storia: la ragazza veniva già perseguitata da A dall'Halloween del 2008 e, dopo aver rubato i video dal computer di Ian (per poter ricattare A), si era messa alla ricerca dell'identità del ricattatore. Si reca prima da Jenna, ma capisce che non è lei A in quanto mentre è accanto a lei riceve un altro messaggio minatorio. Dopo essersi preparata per raggiungere le amiche al fienile di Spencer quella fatidica notte, Alison discute con sua madre (la quale è terrorizzata per motivi ignoti e non vuole che la figlia esca di casa) e le ruba delle pillole pe rio sonno che scioglie nei drink delle amiche in modo da farle addormentare profondamente. A quel punto, incontra dapprima Ezra e poi Byron, infine, incontra Garrett e Jenna e poi Spencer, sveglia a causa dell'effetto delle anfetamine da lei assunta. Alison confessa di aver aiutato l'amica e di averne coperto il segreto, ammettendo che Spencer non le ha fatto del male quella notte. Alison si diresse verso casa e mentre vede sua madre osservarla dal salotto con un'espressione strana, qualcuno la colpì alle spalle con una pietra sotto gli occhi della madre. Jessica, sconvolta, seppellisce Alison ancora viva. La ragazza viene salvata dalla signora Grunwald e dopo essere fuggita dall'ospedale, viene aiutata da Mona (ignara che A fosse proprio lei), la quale dopo averla accudita e medicata al Lost Wood Resort le consiglia di fuggire dalla città per salvarsi da A.
Poco dopo, le ragazze vengono attaccate da A, il quale le insegue armato di pistola fino al tetto dell'edificio. Ezra accorre in soccorso delle ragazze e, nel tentativo di disarmare A, viene colpito da un proiettile mentre A scappa, lasciando le Liars disperate, che chiamano aiuto per Ezra. A Rosewood, nel frattempo, la madre di Alison viene uccisa e sepolta nel giardino degli Hastings da qualcuno.

### Quinta stagione
Ezra, ferito da A, viene caricato in fretta e furia su un’ambulanza e portato via. Le ragazze si recano quindi in ospedale per avere notizie di Ezra e per escogitare insieme un piano per scovare A e mettere fine a tutta quella storia una volta per tutte.
Alison, nel mentre, dona a CeCe Drake un passaporto falso e un biglietto aereo per la Francia per farla scappare dalla polizia, come ringraziamento per il suo aiuto nel proteggere le sue amiche, mentre Ezra, riacquistata un po’ di stabilità, avverte Aria che è Shana a essere A. Quest’ultima si sta recando nel nascondiglio di Spencer, Hanna, Alison ed Emily per ucciderle e vendicare la sorte toccata a Jenna per colpa di Alison. Aria però la segue e, quando le altre quattro sembrano ormai spacciate, Aria uccide Shana con un colpo alla testa. Ora, tutte e cinque insieme, le Liars possono finalmente tornare a Rosewood.
Aria, sconvolta per ciò che ha fatto, è corrosa dal senso di colpa. Intanto, Alison, convinta dalle ragazze di essere al sicuro grazie all’apparente sconfitta definitiva di A, si reca alla stazione di polizia e inventa una storia che giustifichi la sua lunga sparizione.
Il ritorno a scuola di Alison rimette sotto i riflettori le cinque ragazze. Mona, spaventata dal ritorno della DiLaurentis, raduna tutte le persone che quest'ultima ha umiliato nel corso degli anni. Alison tuttavia riacquista la sua fama e Mona è costretta ad abbandonare i suoi piani.
Intanto, la polizia riesce a scoprire l'identità della ragazza sepolta al posto di Ali: è Bethany Young, giovane paziente del Radley. Mentre le ragazze apprendono tale notizia, la casa di Toby esplode e arriva a tutte loro un nuovo messaggio: A è tornata.
Capendo che Shana non ha mai fatto parte del team di A, le ragazze decidono di indagare su Bethany Young introducendosi direttamente al Radley. Qui scoprono che la signora DiLaurentis faceva delle visite a Bethany e che quest'ultima non ne era particolarmente felice.
Il ritorno di Alison cambia radicalmente le ragazze, le quali si distaccano completamente da lei poiché stanche delle sue continue bugie e dei suoi segreti, per cui Alison si ritrova costretta a formare un nuovo gruppetto di amiche per proteggersi.
Melissa, prima di partire per Londra con il ritrovato fidanzato Wren Kingston, lascia a Spencer un video in cui confessa di essere stata lei stessa ad aver seppellito Bethany Young, scambiandola per Alison, per proteggere Spencer, poiché credeva che dopo un litigio la sorella l'avesse colpita a morte con una pala. Aria, Hanna, Emily e Spencer decidono dunque di confessare tutta la verità alla polizia in modo da poter tagliare definitivamente i ponti con Alison ma, mentre sono in procinto di entrare al distretto, A manda loro un video in cui dimostra di avere altre prove per screditare la confessione delle ragazze, facendo crescere in loro l'ipotesi che Alison possa essere A. Non sapendo cosa fare, le ragazze chiedono aiuto all'unica persona in grado di contrattaccare A, ovvero Mona, che offre loro il suo aiuto. Tuttavia, Mona viene attaccata da A e poi uccisa.
Spencer viene in seguito arrestata per l'omicidio di Bethany Young, poi viene rilasciata per Natale, dopo che i genitori le pagano la cauzione.
Le ragazze, sospettando che Alison sia A e l'assassina di Mona, la conducono in una trappola che la fa arrestare e successivamente imprigionare in un carcere femminile.
Tempo dopo, comincia il lungo processo di Alison, durante il quale tutte le sue bugie cadranno a pezzi; la ragazza, inoltre, sarà minacciata più volte mentre si trova in carcere. In realtà, però, Alison è innocente e non è A, ma le prove contro di lei sono talmente schiaccianti che alla fine dell'udienza Alison viene dichiarata colpevole. In seguito vengono arrestate anche le sue quattro amiche, accusate di essere complici della ragazza per aver sostenuto la storia del suo evidente falso rapimento. Mentre le quattro si trovano sul furgone diretto verso la prigione, vengono intercettate da A, che le narcotizza e le rapisce. Ore dopo, si risvegliano e si rendono conto di essere tenute prigioniere da A nella sua personale Casa delle Bambole in scala reale. Esplorando la casa, le ragazze incontrano Mona, la quale è ancora viva e racconta loro che la sua morte faceva parte di un piano per incastrare Alison, ma qualcosa evidentemente è andato storto, visto che A ha rinchiuso anche lei nella Casa delle Bambole. Più tardi, Spencer scopre l'identità di A: si tratta di uomo di nome Charles.
Charles comunica alle ragazze che presto dovranno simulare un finto ballo studentesco solo per lui. Le cinque ragazze approfittano dell'occasione per far saltare la corrente e fuggire ma, una volta uscite dall'edificio sotterraneo, scoprono con orrore che la proprietà è circondata da una recinzione elettrificata alta decine di metri. Sono ancora in trappola.

### Sesta stagione
Dopo il loro tentativo di fuga, A punisce le ragazze chiudendole fuori dalla Casa delle Bambole senza cibo né acqua per tre lunghi giorni. Dopo averle fatte rientrare, le rinchiude nelle loro camere, dove vengono torturate psicologicamente.
Tre settimane dopo, le porte delle stanze si aprono nuovamente e le ragazze si rincontrano.
Nel frattempo, a Rosewood, la polizia è alla ricerca di Andrew Campbell (compagno di classe delle ragazze), poiché si pensa sia stato lui ad aver rapito le Liars, ma Alison, Ezra e Caleb, con l'aiuto di Toby, decidono di salvarle per conto loro.
Spencer comunica alle amiche di aver scoperto che Charles è un DiLaurentis. Tutte insieme, tentano nuovamente di scappare durante la notte, passando per la camera di A (dove trovano tutti i suoi ricordi di quando era bambino).
Nel frattempo, Alison, Caleb ed Ezra arrivano nei pressi della Casa delle Bambole e si mettono a cercare un ingresso. Dentro, le quattro ragazze creano scompiglio dando fuoco a tutti gli oggetti di A, il quale rimane disorientato, permettendo alle ragazze di scappare.
La polizia, accorsa sul luogo, trova nei sotterranei della casa un'altra ragazza prigioniera, Sara Harvey, scomparsa anche lei tempo prima proprio nello stesso periodo di Alison.
Alison e Jason, intanto, scoprono dal padre che Charles era il loro fratello maggiore, ricoverato al Radley in tenera età poiché problematico. Sempre a detta del padre, Charles è morto suicida a 16 anni. Tuttavia, Hanna e Spencer nutrono forti dubbi sulla morte di Charles e, indagando, scoprono che in realtà Charles ha solo finto la sua morte.
Giunge il ballo di fine anno scolastico, al quale le ragazze non vengono invitate per motivi di sicurezza. Decidono, però, di recarvisi lo stesso per seguire Alison, che avrebbe dovuto incontrarsi lì proprio con Charles. Poco dopo, infatti, Charles rapisce Alison per poterle parlare.
Aria, Hanna, Spencer, Emily e Mona trovano una stanza segreta all'interno dell’azienda Carissimi Group (gestita in realtà da A), dalla quale assistono, tramite uno schermo, al colloquio tra Alison e A, che si rivela essere CeCe Drake,chiamata dalla signora DiLaurentis anche Charlotte, la quale confessa di essere Charles ma di aver cambiato sesso e nome a 16 anni, fingendo quindi la morte di Charles grazie all’aiuto di Jessica, sua madre. Successivamente, sotto le spoglie di CeCe, cercó di farsi nuovi amici, finendo con l’avvicinarsi niente meno che ai suoi fratelli, Jason e Alison. Le ragazze scoprono, inoltre, che Sara Harvey ha collaborato con Charlotte durante tutto questo tempo ed è sempre stata lei sia Red Coat sia la Vedova Nera. CeCe, dopo aver raccontato la sua storia, prova a suicidarsi buttandosi giù dal tetto dell’edificio ma viene fermata in tempo dalle ragazze e, successivamente, arrestata.
Finite le varie vicissitudini legate ad A, le ragazze si dividono e ricominciano ognuna una nuova vita altrove.
Cinque anni dopo, Alison chiede alle sue quattro amiche di tornare a Rosewood in modo che possano testimoniare in favore del rilascio di Charlotte dall'ospedale psichiatrico. A seguito di una turbolenta udienza, Charlotte viene rilasciata e affidata alla custodia di Alison. Tuttavia, quella notte, Charlotte scompare e la mattina seguente viene ritrovata morta nella piazza della chiesa. Inizialmente, il decesso viene archiviato come suicidio, tuttavia una successiva autopsia rivela che la ragazza è stata prima uccisa tramite una frattura all'osso del collo e poi gettata giù dal campanile della chiesa. Le quattro ragazze appaiono come facili sospetti, anche perché, la notte dell'omicidio di Charlotte, Aria uscì di soppiatto dall'albergo in cui tutte soggiornavano per vedere qualcuno, che poi si scoprirà essere Ezra.
Trattenute a Rosewood dalla polizia, le ragazze cominciano a essere perseguitate da un nuovo misterioso nemico deciso a scoprire l'assassino di Charlotte. Sospettando delle quattro ragazze, che non erano mai state convinte di rilasciare Charlotte dall'ospedale psichiatrico, il nuovo stalker attenta alla loro vita cercando di farle confessare.
Nel frattempo, Alison si sposa con Elliot Rollins, medico personale di sua sorella Charlotte. Inoltre, dopo un incidente dovuto al nuovo stalker, Ali incomincia ad avere alcune allucinazioni riguardanti la madre defunta e il detective Wilden. Così, convinta dal marito, Alison si fa internare in un ospedale psichiatrico accompagnata da Emily, che cerca di far cambiare idea all'amica, senza però ottenere dei risultati.
Hanna, invece, decisa a terminare il gioco del nuovo nemico, mette in atto un piano con l'aiuto delle sue amiche, di Caleb e di Ezra. Hanna fa credere allo stalker di essere lei l'assassina di Charlotte e organizza un incontro al Lost Wood Resort per permettere ai suoi amici di smascherare lo stalker. Tuttavia il piano fallisce e Hanna viene rapita.
Le ragazze scoprono anche l'esistenza di una donna identica alla signora DiLaurentis, che si scoprirà poi essere proprio la sua gemella, Mary Drake.
A Spencer, Emily, Aria, Mona e ai ragazzi arriva un nuovo messaggio da parte dello stalker, che stavolta si firma A.D., in cui li ringrazia per avergli consegnato Hanna.

### Settima stagione
Le ragazze conoscono Mary Drake, sorella gemella di Jessica DiLaurentis, nonché vera madre biologica di Charlotte e nuova proprietaria del Lost Woods Resort.
Dopo aver ingannato le ragazze con una bambola con il viso di Hanna, A.D le informa che hanno ventiquattro ore di tempo per consegnarle il vero assassino di Charlotte, in caso contrario, Hanna morirà. Hanna riesce, però, a fuggire dal luogo in cui è rinchiusa.
Mary Drake si allea con il dottor Elliott Rollins: lei è interessata ai soldi che la sorella Jessica Di Laurentis le doveva, mentre lui è intenzionato a vendicare la morte di Charlotte, con la quale aveva una relazione segreta. Alison viene quindi portata dal dottor Rollins, suo marito, lontano da Rosewood ma, proprio mentre le ragazze li stanno inseguendo, Alison riesce a uscire dall'auto per poi fuggire. Elliott, furioso, la rincorre ma viene accidentalmente investito, ucciso e in seguito seppellito dalle ragazze.
Mary confessa ad Alison che non era al corrente delle torture fisiche che Elliott le infliggeva e incomincia a prendersi cura della nipote.
Intanto la polizia indaga sulla scomparsa di Elliott e il nuovo detective, Marco Furey, rivela ad Alison che Elliott, dalla notte della sua presunta “scomparsa", si è recato in diversi luoghi.
Nel frattempo, Noel Kahn (compagno di classe al liceo delle ragazze) torna a Rosewood e, indagando, le ragazze scoprono che Noel collaborava con Charlotte nella Casa delle Bambole. Presa dalla paura, Hanna rinchiude Noel nella speranza che quest'ultimo confessi di essere A.D., ma il piano fallisce.
Le ragazze scoprono inoltre che Mary, dopo Charlotte, ha avuto un secondo figlio, che loro credono sia Noel, ma non è così.
Mentre Hanna e Caleb tornano insieme, così come Aria e Ezra (il quale però scopre che la sua ex fidanzata Nicole, creduta morta, è ancora viva), Emily e Alison si riavvicinano dopo che quest'ultima rivela di essere incinta.
Poco tempo dopo, Jenna e Noel attirano le ragazze in una casa per ciechi abbandonata, dove cercano di spaventarle minacciandole con una pistola. Alla fine, però, accidentalmente Noel muore e Spencer viene ferita da un colpo di pistola. All’improvviso compare Mary, che rivela a Spencer di essere la sua vera madre biologica.
Nel frattempo, la polizia di Rosewood si reca sul luogo di un misterioso incidente d'auto, che in seguito si scopre essere quello di Toby e la sua nuova ragazza, Yvonne, accaduto mentre stavano lasciando la città. Spencer, ferita dal colpo di pistola, viene portata all'ospedale e, mentre le ragazze si ritrovano lì, vedono entrare anche Toby. Lui e Spencer si salvano, mentre Yvonne muore.
Jenna e Mary Drake sembrano essere scomparse, mentre A.D. consegna al gruppo di amiche una scatola con all'interno un gioco da tavola perverso che mina l’unione delle cinque ragazze attraverso vari ricatti. Essendo praticamente costrette, le ragazze incominciano a giocare.
Parallelamente, Spencer chiede alla madre, Veronica, la verità sulla sua nascita: scopre così di essere figlia di Mary Drake e di suo padre Peter, che aveva tradito un'altra volta la moglie con Mary, pensando però che fosse Jessica. Spencer dunque nacque al Radley e venne subito adottata dagli Hastings.
Nel frattempo, Hanna incomincia a farsi strada nel mondo della moda aiutata da Mona.
Emily e Paige, entrambe allenatrici della squadra di nuoto del liceo di Rosewood, hanno qualche problema con una studentessa di nome Addison, molto simile alla Alison di una volta.
Jenna torna a Rosewood e dice alla polizia di essere stata vittima di Noel e che, la notte in cui lui è morto, ha retto il suo gioco solo per paura di essere uccisa, ma le ragazze non le credono.
Alison scopre, attraverso il gioco di A.D., che il figlio che porta in grembo è stato concepito dagli ovuli precedentemente donati alla banca della fertilità da Emily, impiantati dentro di lei mentre si trovava ricoverata al Welby. Questa rivelazione porta le due ad avvicinarsi, dopo che Paige lascia la città.
Il detective Furey scopre importanti indizi che incriminano le ragazze riguardo alla scomparsa di Rollins; inoltre l’uomo comincia ad avere diverse discussioni con Spencer, che si ritrova sempre più al centro dei suoi sospetti.
Hanna scopre che Charlotte è figlia di Mary e del pastore Ted.
Dopo alcune pressioni di A.D., Aria si unisce al suo team, perché è decisa a concludere il gioco per evitare una rottura con Ezra.
Mona convince Spencer, Hanna, Emily e Alison che Aria fa parte del team di A.D. mostrando loro alcune prove, ma anche Mona nasconde qualche segreto; infatti Ezra e Caleb scoprono che il gioco da tavola proviene dalla casa di Mona, quindi pensano che sia lei A.D, per poi arrivare a scoprire che è stata proprio Mona a uccidere Charlotte intenzionalmente perché quest’ultima voleva rovinare ancora una volta la vita alle ragazze.
Una volta raggiunto il suo obiettivo (ovvero scoprire l’assassino di Charlotte), A.D. scompare dalla circolazione, così come Mary, che viene imprigionata per salvare sua figlia Spencer e le sue amiche e allontanarle dai sospetti della polizia.
Un anno più tardi, finalmente arriva il giorno delle nozze di Ezra e Aria. L'unico problema è che alla cerimonia tutti sono presenti tranne lo sposo. Le ragazze cominciano quindi a cercare Ezra, grazie anche all’aiuto di Jenna. Alla fine si scopre che è stato rapito da una ragazza identica a Spencer, ossia la sua gemella malvagia, Alex Drake (A.D), anche lei figlia di Mary Drake e del signor Hastings. Mary aveva partorito Spencer, la quale era subito stata affidata alla famiglia Hastings; pochi minuti dopo però era arrivata Alex, la quale era stata data in adozione a una famiglia inglese. All’inizio l’unica a essere a conoscenza di Alex era proprio Mary ma poi, tramite una serie di coincidenze, anche Wren e Charlotte si legarono a lei. Grazie a loro due, Alex venne a conoscenza di ciò che era successo a Rosewood negli anni precedenti e di avere, oltre a Charlotte, anche una sorella gemella, ovvero Spencer. Finì quindi per legarsi sempre di più a sua sorella maggiore, Charlotte, con la quale instaurò un profondo legame. Dopo la sua tragica morte, Alex aveva deciso di prendere il suo posto come A perché non sopportava l’idea che Spencer avesse tutto e lei nulla.
Ezra, grazie anche all’aiuto di Spencer, riesce a scappare dalla prigione sotterranea in cui era rinchiuso. Nello stesso momento arrivano le altre quattro ragazze, le quali vengono a conoscenza di Alex. Indecise e confuse, non sanno chi sia la vera Spencer fin quando interviene Toby, che grazie a una semplice domanda smaschera Alex.
La tortura incominciata tanto tempo prima con A è finalmente finita: Ezra e Aria si sposano e partono per il viaggio di nozze, Emily e Alison vivono insieme con le loro due bimbe, Hanna e Caleb continuano la loro magnifica storia d’amore e Spencer capisce che il suo vero e unico amore è sempre stato Toby. Anche Mona ottiene ciò che ha sempre voluto: riprendere il controllo del gioco originariamente ideato da lei, avendo in pugno Alex e Mary in una sua personale Casa delle Bambole.

## Episodi
| Stagione         | Episodi | Prima TV USA | Prima TV Italia |
| ---------------- | ------- | ------------ | --------------- |
| Prima stagione   | 22      | 2010-2011    | 2011            |
| Seconda stagione | 25      | 2011-2012    | 2012            |
| Terza stagione   | 24      | 2012-2013    | 2012-2013       |
| Quarta stagione  | 24      | 2013-2014    | 2013-2014       |
| Quinta stagione  | 25      | 2014-2015    | 2014-2015       |
| Sesta stagione   | 20      | 2015-2016    | 2016            |
| Settima stagione | 20      | 2016-2017    | 2017            |

## Personaggi e interpreti
- Spencer Hastings (stagioni 1-7), interpretata da Troian Bellisario, doppiata da Letizia Scifoni. 
È una ragazza intelligente e controllata, la figlia di due avvocati importanti di Rosewood, che si aspettano sempre il meglio da lei. Infatti, la ragazza è molto competitiva, soprattutto nei confronti della sorella maggiore, Melissa. Avrà un'importante relazione con Toby, che s'innamora di lei al punto di fingersi collaboratore di A, con lo scopo di scoprire il volto di chi minaccia le ragazze. La loro relazione, però, terminerà dopo il liceo; lei, infatti, lascerà Rosewood per studiare, mentre lui continuerà a lavorare lì come poliziotto. Dopo essere tornata a Rosewood per il rilascio di Charlotte, la ragazza si avvicina a Caleb e incomincia una relazione con il ragazzo, che terminerà poco tempo dopo, poiché Caleb si rende conto di provare ancora dei sentimenti forti nei confronti della sua ex, Hanna. Nell'ultimo episodio della serie, si scopre che è stata adottata e che la madre biologica è Mary Drake, zia di Alison e sorella gemella di Jessica DiLaurentis. Spencer è quindi la sorella biologica di Charlotte. Inoltre, si scopre che ha una sorella gemella, Alex Drake, che proverà a imprigionarla senza però riuscirci. Alla fine, tornerà insieme a Toby.
- Hanna Marin (stagioni 1-7), interpretata da Ashley Benson, doppiata da Gemma Donati. 
È una ragazza bionda, bella e popolare, apparentemente superficiale, ma in realtà ciò è una reazione dovuta alle prese in giro subite in passato, soprattutto da parte di Alison. Precedentemente, infatti, aveva problemi di peso, che ha superato diventando popolare con l'amica Mona. S’innamora di Caleb non appena quest'ultimo arriva a Rosewood. Dopo essersi lasciati per un breve periodo, i due tornano insieme, per poi lasciarsi nuovamente durante il salto temporale, per via del lavoro della ragazza. Lei, resasi conto dell'errore, cerca di contattare Caleb, ma ormai è troppo tardi. Tornata a Rosewood per il rilascio di Charlotte cinque anni dopo, si scopre che è fidanzata con Jordan, ragazzo ricco di New York, che intende sposarla. Viene rapita da A.D. nello spring finale della sesta stagione e, dopo aver rotto con Jordan, incomincia a indagare da sola per scoprire l'identità del nuovo stalker. Il difficile periodo che affronta farà riavvicinare nuovamente la ragazza a Caleb, fino al punto di ammettere di non avere mai smesso di amarlo. La pace nella sua vita però durerà ben poco, perché a causa di A.D. la sua carriera verrà compromessa da un falso articolo pubblicato su una rivista virtuale di moda. Infine, supererà i suoi problemi personali e sposerà Caleb.
- Aria Montgomery (stagioni 1-7), interpretata da Lucy Hale, doppiata da Letizia Ciampa.
È una ragazza creativa e artistica.Ritornata dall'Islanda nel primo episodio, incomincia una relazione con il bel professore di letteratura inglese, Ezra, poiché amante della scrittura come lei. Aria continuerà a frequentare il ragazzo nonostante siano moltissime le difficoltà riscontrate dai due: i genitori della ragazza si oppongono alla relazione, l'ex di Ezra metterà loro i bastoni tra le ruote, così come la ricca madre di Ezra, che non approva affatto Aria, fino ad arrivare ad una ex compagna di college di Ezra, che sostiene di aver avuto un figlio da lui, cosa che poi si rivelerà essere falsa. Aria crollerà del tutto quando scoprirà che Ezra era arrivato a Rosewood per scrivere un romanzo su Alison e che l'aveva inizialmente avvicinata solo per quel motivo. Riuscirà a perdonarlo in seguito ad un gesto eroico di lui, ma i due si lasciano nuovamente nella quinta stagione; dopo essere stata per un certo periodo con Jason e poi con Liam, suo collega di lavoro, i due ritornano finalmente insieme. Ezra le chiede di sposarla e lei, all'inizio titubante perché spaventata all'idea di metterlo in pericolo per via delle minacce di AD, alla fine accetta con gioia. I due convolano a nozze nell’ultimo episodio.
- Emily Fields (stagioni 1-7), interpretata da Shay Mitchell, doppiata da Chiara Gioncardi. 
È una ragazza omosessuale, innamorata da tempo della sua migliore amica Alison, la quale, però, non riuscendo ad ammettere la propria sessualità, talvolta la ferisce. Avrà diverse relazioni con Maya, Paige, Samara, Talia e Sabrina; la prima sarà molto intensa e la aiuterà anche nel suo coming out, infatti, Emily soffrirà molto a causa della prematura morte di Maya. La relazione con Paige sarà molto travagliata, perché quest'ultima non ha ancora fatto coming out e quindi vuole nascondersi; Alison, prima della sua scomparsa, era solita prendere di mira Paige che, infatti, non perdonerà mai la ragazza e farà il possibile per tenere Emily lontana da lei. Il padre, ufficiale dell'esercito, morirà nella sesta stagione e proprio questo fatto porterà Emily a cambiare radicalmente. Dopo il salto temporale, si scopre che la ragazza ha lasciato l'università, al contrario delle sue amiche, per lavorare in un bar a Malibù e che ha donato i suoi ovuli per avere dei soldi. Poi si scoprirà che A.D. ha rubato gli ovuli di Emily e li ha usati per mettere incinta Alison; in seguito, Ali confessa i suoi sentimenti ad Emily e così le due incominciano una relazione. Un anno dopo, Alison ed Emily avranno due gemelle, Lilly e Grace. Alison chiederà ad Emily di sposarla e lei accetterà. La madre Pam, all'inizio contraria alle sue scelte e alla sua sessualità, in seguito le sarà sempre vicina.
- Ezra "Fitz" Fitzgerald (stagioni 1-7), interpretato da Ian Harding, doppiato da Francesco Venditti. 
È un professore di letteratura inglese, futuro scrittore e gestore di un bar ed è premuroso, romantico e creativo;arriva a Rosewood per scrivere un romanzo sulla scomparsa di Alison. Ha un'intensa relazione con Aria, inizialmente sua alunna; ciò causerà non pochi problemi alla loro storia. I due si lasceranno quando Aria scoprirà di essere stata avvicinata da lui per la scrittura del libro, ma alla fine lei riuscirà, col tempo, a perdonarlo. Prima del salto temporale, si lascia con Aria e incomincia una relazione con Nicole, vecchia amica di Emily. Dopo il salto temporale, cade in depressione per la scomparsa di Nicole ad opera di un gruppo di terroristi. Aria lo aiuterà molto in questo periodo e così lui si accorgerà di essere ancora innamorato di lei, al punto da chiederle di sposarlo. La ragazza, all'inizio titubante per paura di esporre Ezra alle minacce di AD, alla fine accetta felicemente la proposta. Nel summer finale della settima stagione, si scopre però che Nicole è ancora viva. Nonostante ciò, alla fine convolerà a nozze con Aria.
- Caleb Rivers (stagioni 3-7, ricorrente stagioni 1-2) interpretato da Tyler Blackburn, doppiato da Daniele Raffaeli. 
Caleb è un hacker professionista ed è il migliore amico di Toby. Arriva a Rosewood a metà della prima stagione, quando viene accolto in casa di Hanna, di cui non molto tempo dopo diventerà il ragazzo. Ha una difficile storia familiare alle spalle e Hanna sarà la sua ancora di salvezza. Grazie anche alle sue capacità di hacker, sarà spesso fondamentale nelle indagini delle ragazze. Lui e Hanna avranno una storia molto travagliata, a causa anche dalla distanza durante il salto temporale di cinque anni, in cui Caleb si avvicina molto a Spencer, ma i due riusciranno sempre a riconciliarsi. Dopo aver detto ad Hanna che lui non ha mai smesso di amarla, dichiara davanti ad Ashley di volerla sposare e, poco dopo, porterà la ragazza da un giudice di pace e, con Ashley come unico testimone, i due si sposano.
- Ella Montgomery (stagioni 1-3, ricorrente 4-6, guest star 7), interpretata da Holly Marie Combs, doppiata da Barbara De Bortoli. 
Madre di Aria. A causa del tradimento del marito Byron, avrà problemi con quest'ultimo. All'inizio, non accetta la relazione di Aria ed Ezra, ma poi si rivelerà essere più comprensiva del marito. Dopo aver divorziato, incomincerà una relazione con Zack, il barista del Brew, relazione che terminerà in maniera brusca per via delle avances di Zack nei confronti di Hanna. Nella sesta stagione, ritorna con Byron ed Aria celebrerà il loro secondo matrimonio.
- Maya St. Germain (stagioni 1-2, ricorrente stagione 3), interpretata da Bianca Lawson, doppiata da Francesca Manicone. 
È la nuova ragazza da poco arrivata in città, che soggiorna nella casa prima abitata dai DiLaurentis. S’innamora di Emily e lei la contraccambia, ma per Emily è difficile ammettere di essere omosessuale. Alla fine, riesce ad ammetterlo a suo padre, che la capisce, mentre sua madre ha ancora molti dubbi. Viene mandata via a causa di Pam, a metà della prima stagione, ma torna alla metà della seconda, scoprendo una Emily più matura e consapevole della propria natura. Dice ad Emily di essere stata accusata ingiustamente di far uso di marijuana, ma la ragazza la scopre mentre si fa uno spinello, rompendo con lei. Nell'episodio finale della seconda stagione, Pam dice ad Emily che la polizia ha trovato un corpo in città: quello di Maya.
- Ashley Marin (stagione 1-7[8]), interpretata da Laura Leighton, doppiata da Claudia Catani (st.1-2) e da Sabrina Duranti (st.3-7). 
Madre di Hanna, giovane e bella, divorziata dal marito. Avrà diverse relazioni con Wilden, Jason e con il pastore Ted. Dopo aver perso il suo posto di lavoro in banca, lavorerà per un periodo come assistente nell'ufficio della madre di Ali. Dopo il salto temporale, diviene la proprietaria del Radley, ormai ristrutturato e trasformato in un hotel di lusso.
- Byron Montgomery (stagioni 1-3, ricorrente stagione 4 e 6, guest star 5 e 7), interpretato da Chad Lowe, doppiato da Francesco Bulckaen. 
Marito infedele e padre di Aria. A causa sua, ci saranno molte tensioni in famiglia, poiché Aria ed Alison scoprono il tradimento dell’uomo che, alla fine, chiede alla figlia di mantenere il segreto. Nonostante sia pentito del tradimento, nella terza stagione divorzia da Ella. Non approva la relazione della figlia con Ezra e fa il possibile per separarli, trovando persino un incarico per Ezra lontano da Rosewood. Riesce poi nella sesta stagione a riconquistare Ella e i due decideranno di risposarsi, con Aria che celebrerà il matrimonio.
- Alison DiLaurentis (stagioni 5-7,ricorrente 1-4), interpretata da Sasha Pieterse, doppiata da Valentina Favazza.
Viene creduta morta dalla prima stagione, ma si scopre in seguito essere ancora viva. Ape regina del gruppo più popolare di ragazze di Rosewood, all'inizio falsa e disposta a tutto pur di mentire, cambia dopo che A rapisce Spencer, Emily, Hanna, Mona ed Aria per portarle nella Casa delle Bambole. Pur essendo a conoscenza dei sentimenti di Emily verso di lei, non si sbilancia mai sui propri. Ha una breve relazione con Lorenzo, poliziotto del dipartimento di Rosewood, ma i due si lasciano durante il salto temporale. Si avvicina quindi ad Elliott Rollins, medico che tiene in cura Charlotte, tanto da sposarlo. Nella settima stagione, scopre che Elliott in realtà non è un dottore, che il suo vero nome è Archer Dunhill e che aveva una relazione segreta proprio con Charlotte. Ha un impiego alla Rosewood High School come insegnante di letteratura. Scoprirà di essere incinta del figlio di Emily e le due incominciano in seguito una relazione. Un anno dopo, avranno due gemelline ed Alison chiederà finalmente ad Emily di sposarla.
- Mona Vanderwaal (stagioni 3-7, ricorrente stagioni 1-2), interpretata da Janel Parrish, doppiata da Joy Saltarelli. 
Migliore amica di Hanna dopo che quest’ultima smette di frequentarsi con il vecchio gruppo di amiche. Si rivela essere la prima -A nel finale della seconda stagione. Così come Caleb, anche Mona è un'ottima hacker professionista. Dopo essere stata scoperta dalle ragazze, Mona viene internata al Radley Sanitarium. Esce a metà della terza stagione e incomincia ad aiutare le ragazze dopo la scoperta che Alison è ancora viva. Nel summer finale della quinta stagione, viene uccisa da -A ed Alison viene accusata del suo omicidio. La ragazza in realtà è tenuta prigioniera nella casa delle bambole di -A, viva e vegeta. Da quel momento in poi, aiuterà sempre di più le ragazze, anche dopo il salto temporale, in merito alle minacce di AD.
- Mary Drake (stagione 7, guest star stagioni 4 e 6), interpretata da Andrea Parker, doppiata da Alessandra Korompay.
Sorella gemella di Jessica di Laurentis. Si scopre essere la madre biologica di Charlotte, rinchiusa al Radley sin dall'adolescenza. Arriva a Rosewood nell'ultimo episodio della sesta stagione, quando si scopre che lavora con Elliott/Archer, per vendicare la morte di Charlotte. Durante la settima stagione, scopriamo che Jessica teneva prigioniera Mary nella casa della prozia Carol, ai tempi della quarta stagione. Nel summer finale della settima stagione, scopriamo che è anche la madre biologica di Spencer. Nel finale di stagione, scopriamo che A.D altri non è che Alex Drake, sorella gemella di Spencer.
- Jessica DiLaurentis (ricorrente stagioni 4-7; guest star 1, 2) interpretata da Andrea Parker, doppiata da Alessandra Korompay.
Nata Jessica Drake. Madre di Alison DiLaurentis e Jason DiLaurentis. Ha avuto una relazione con Peter Hastings. Si è divorziata dal marito Kenneth DiLaurentis. Conosceva l’identità dell’ “assassino” di Alison DiLaurentis (CeCe Drake) ma mantenne il segreto per via del forte legame con la figlia adottiva. Verrà uccisa dalla sorella gemella Mary Drake per averle tenuta nascosta la transizione di suo figlio Charles a Charlotte.
- Pam Fields (stagioni 1, ricorrente stagioni 2-4 e 6, guest star stagioni 5 e 7), interpretata da Nia Peeples. Madre di Emily.

## Ambientazioni
Rosewood
È una cittadina immaginaria della Pennsylvania di 7.848 abitanti ed è la principale ambientazione di Pretty Little Liars. Al suo interno, la cittadina contiene molti luoghi principali utilizzati nella trama, come la stazione di polizia, il centro commerciale, il "Rear Window Brew" (il bar dove si ritrovano spesso le ragazze), il Grill, il liceo, il cinema e il manicomio. La cittadina è suddivisa in quartieri, molti dei quali residenziali come quelli in cui vivono le quattro protagoniste.
Radley Sanitarium
Di notevole importanza nella serie TV, il Radley è un ospedale psichiatrico che sembra avere molti collegamenti con i misteriosi avvenimenti di Rosewood. Mona, nel momento in cui verrà scoperta come la prima A nella seconda stagione, sarà internata al Radley dove rimarrà per gran parte della terza stagione. Al Radley erano ricoverati, inoltre, Marion Cavanaugh (la madre di Toby Cavanaugh), Bethany Young (la ragazza che viene assassinata poiché scambiata per Alison), Charles DiLaurentis (il fratello di Alison e Jason), Leslie Stone (la ragazza che testimonia contro le ragazze al processo per l'omicidio di Mona e che era compagna di stanza di Bethany Young) e Mary Drake (la sorella gemella di Jessica). In più Spencer, nella terza stagione, vi viene ricoverata poiché ha un esaurimento nervoso a causa di -A. Dopo che fu fatta luce sull'omicidio di Marion e sull’apparente morte di Charles, il Radley viene chiuso, per poi diventare cinque anni dopo un lussuoso hotel gestito da Ashley Marin.
Ravenswood
Spettrale cittadina non lontana da Rosewood, in cui è ambientata buona parte della quarta stagione. È il luogo in cui le ragazze ritrovano Alison. Inoltre è l'ambientazione dell'omonimo spin-off, Ravenswood, con protagonista Caleb. La città è perseguitata da una maledizione demoniaca e gli abitanti si dedicano a macabre attività come organizzare party nel cimitero cittadino.
Altri luoghi
- Filadelfia
- New York: le ragazze incontrano Alison nel teatro di proprietà della famiglia Fitzgerald e hanno il primo confronto con lei dopo 2 anni, poiché lei racconta loro ciò che accadde la notte della sua scomparsa. Proprio in quel teatro Shana tenta di ucciderle, ma viene accidentalmente uccisa da Aria. In più A spara a Ezra. A fine liceo, Hanna e Caleb si trasferiranno a New York, dove conviveranno per un po' prima di lasciarsi.
- Cape May: luogo in cui Alison trascorse le vacanze l'estate prima di scomparire.
- La "Casa delle Bambole": una sorta di prigione in cui Charlotte rinchiude le ragazze e Mona, costretta a fingersi Alison, nel finale della quinta stagione. In più, quando evadono, le ragazze scoprono che vi è anche un'altra ragazza rinchiusa, che scoprono essere Sara Harvey.
- La vecchia fattoria dei Campbell: luogo a cui Charlotte è molto legata poiché veniva portata lì durante la sua infanzia.
- Il motel "Lost Woods Resort": un motel che funge da covo di Mona quando era la prima A. Nella settima stagione Mary Drake decide di acquistarlo per poi donarlo a Spencer e Alison.
- Londra: oltre che essere il luogo dove Wren e Melissa sono andati a vivere, ha collegamenti con AD/Alex Drake.

## Produzione

### Sviluppo
Originariamente, Pretty Little Liars era stata concepita per la Alloy Entertainment come una serie televisiva, descritta come una sorta di Desperate Housewives per adolescenti. La Alloy Entertainment, tuttavia, decise prima di affidare a Sara Shepard la realizzazione di un'omonima serie di romanzi, Giovani, carine e bugiarde, da cui poi venne tratta una serie televisiva per ABC Family.
L'episodio pilota è stato filmato nel 2009 a Vancouver, mentre il resto della serie negli studi cinematografici della Warner Bros., a Los Angeles. La sigla contiene il brano Secret dei The Pierces, scelto su consiglio di Ashley Benson, l'attrice che nella serie tv interpreta Hanna.
Il 26 ottobre 2016, dopo sette stagioni, 160 episodi e circa sette anni di lavoro complessivi, le riprese della serie terminano definitivamente. La sera del 27 ottobre successivo, dopo una festa a cui partecipano cast e produzione per celebrare la fine delle riprese, Troian Bellisario, Ashley Benson, Lucy Hale, Shay Mitchell, Janel Parrish e Sasha Pieterse (rispettivamente Spencer, Hanna, Aria, Emily, Mona e Alison nella serie) si recano insieme nello studio di un tatuatore a West Hollywood per realizzare un tatuaggio commemorativo; ciascuna di loro si fa tatuare l'iniziale del proprio personaggio in Pretty Little Liars nella parte interna dell'indice destro, il dito utilizzato per mimare il celebre gesto dello "shh" nella sigla del telefilm.

### Audizioni
ABC Family ha iniziato il casting per l'episodio pilota di Pretty Little Liars ad ottobre 2009. Lucy Hale è stata scelta per il ruolo di Aria Montgomery nel progetto, seguita da Troian Bellisario come Spencer Hastings e Ian Harding come Ezra Fitz a novembre 2009. A dicembre 2009, The Futon Critic ha confermato il casting di Ashley Benson come Hanna Marin e Shay Mitchell come Emily Fields, nonché l'aggiunta di Laura Leighton come Ashley Marin, Nia Peeples come Pam Fields, Roark Critchlow come Tom Marin e Bianca Lawson come Maya. Inizialmente Mitchell aveva fatto il provino per il ruolo di Spencer e poi per quello di Emily. Il The Hollywood Reporter riportò anche che Torrey DeVitto e Sasha Pieterse avessero ottenuto ruoli secondari nell'episodio pilota. Il sito web della lega ha successivamente confermato che Pieterse avrebbe interpretato Alison DiLaurentis e DeVitto sarebbe stata Melissa Hastings, menzionando anche il casting di Janel Parrish come Mona Vanderwaal. Il 27 gennaio 2010, ABC Family ha raccolto la serie in 10 episodi, prevista per la prima nel giugno 2010. Nell'aprile 2010, il ruolo del padre di Aria, Byron, è stato assegnato a Chad Lowe, e Holly Marie Combs viene scelta come la madre di Aria, Ella. Jenna Marshall è interpretata da Tammin Sursok.
Il 13 gennaio 2011, Tilky Jones è stato scelto per interpretare Logan Reed. L'8 aprile 2011, Annabeth Gish è stata scelta per il ruolo di Anne Sullivan, una terapista che cerca di scoprire i segreti dei personaggi principali. Il 23 maggio 2011, Andrea Parker viene scelta per interpretare Jessica DiLaurentis, la madre di Alison. Il 29 giugno 2011, viene annunciato che Natalie Hall avrebbe sostituito Natalie Floyd come la prossima sorellastra di Hanna, Kate. Il 30 gennaio 2012, The Hollywood Reporter ha riferito che Tyler Blackburn era stato promosso a personaggio principale per la terza stagione. Nel marzo 2012, Janel Parrish è stata anch'essa promossa da personaggio secondario a principale per la terza stagione. Il 16 marzo 2016, TVLine ha riferito che Andrea Parker era stata promossa come personaggio principale per la settima stagione. L'8 agosto 2016, Ava Allan è stata scelta per il ruolo di Addison Derringer, presente in due episodi della settima stagione.

### Riprese
Il primo episodio della serie è stato girato a Vancouver nel dicembre 2009. Le riprese della serie si sono spostate a Los Angeles dal secondo episodio in poi. Sono stati utilizzati anche lo studio e il backlot della Warner Bros. a Burbank, vicino Los Angeles. Nel giugno 2012, la serie era tra i progetti selezionati per un credito d'imposta in California. Le riprese della quarta stagione si sono concluse il 2 novembre 2013. La quinta stagione è stata girata tra il 24 marzo e il 20 novembre 2014.. Le riprese della sesta stagione sono iniziate il 24 marzo 2015. La produzione della settima stagione è iniziata il 1 febbraio 2016, mentre le riprese si sono svolte tra marzo e ottobre 2016.

### Musica
La musica è stata composta da Michael Suby, noto per il suo lavoro in Kyle XY e The Vampire Diaries. La colonna sonora della serie è "Secret" di The Pierces, suggerita da una delle star dello show, Ashley Benson. La serie comprende anche musica di artisti come Christina Perri, Sara Bareilles, OneRepublic, McFly, The Fray e Selena Gomez & the Scene. La band, 2AM Club, è apparsa nella prima stagione dell'episodio "Il ballo degli ex alunni", con alcune delle canzoni apparse sul loro album, What Did You Think Was Going to Happen?. Gemma Hayes ha registrato una versione di copertina di "Wicked Game" di Chris Isaak, stato presentato nell'episodio della seconda stagione "Se queste bambole potessero parlare" e ZZ Ward si è esibito con due canzoni "Til the Casket Drops" e "Last Love" Song "dal suo album di debutto, Til the Casket Drops per promuovere la terza e la quinta stagione della serie. La colonna sonora della serie è stata pubblicata da WaterTower Music il 15 febbraio 2011.

## Distribuzione
| Stagione          | Stagione          | Date di pubblicazione in DVD e Blu-ray | Date di pubblicazione in DVD e Blu-ray | Date di pubblicazione in DVD e Blu-ray |
| Stagione          | Stagione          | Regione 1                              | Regione 2                              | Regione 4                              |
| ----------------- | ----------------- | -------------------------------------- | -------------------------------------- | -------------------------------------- |
|                   | 1                 | 7 giugno 2011                          | 24 settembre 2012                      | 2 novembre 2011                        |
|                   | 2                 | 5 giugno 2012                          | 11 novembre 2013                       | 3 ottobre 2012                         |
|                   | 3                 | 4 giugno 2013                          | 21 aprile 2014                         | 19 giugno 2013                         |
|                   | 4                 | 3 giugno 2014                          | 29 settembre 2014                      | 9 luglio 2014                          |
|                   | 5                 | 2 giugno 2015                          | 15 luglio 2015                         | 8 luglio 2015                          |
|                   | 6                 | 19 aprile 2016                         | 18 aprile 2016                         | 20 aprile 2016                         |
|                   | 7                 | 25 luglio 2017                         | TBA                                    | 26 luglio 2017                         |
| Tutte le stagioni | Tutte le stagioni | 25 luglio 2017                         | 24 luglio 2017                         | 26 luglio 2017                         |

### Trasmissione
Pretty Little Liars è stato presentato in anteprima l'8 giugno 2010 negli Stati Uniti, diventando la serie di debutto di ABC Family con il punteggio più alto tra i dati demografici target della rete televisiva. Si classificò al primo posto tra le principali 12 serie più seguite, diventando lo show numero uno visto da donne dai 18 ai 49 anni. Il primo episodio ebbe molto successo sulla rete.
Il secondo episodio ha trattenuto il 100% del suo pubblico in anteprima con 2,48 milioni di spettatori, nonostante la solita tendenza al ribasso dopo una prima di uno spettacolo. Era il numero uno dominante della sua fascia oraria in adulti 18-49 e lo spettacolo numero uno nelle ragazze adolescenti. Gli episodi successivi hanno oscillato tra 2,09 e 2,74 milioni di spettatori. L'episodio "Summer Finale" del 10 agosto 2010 ha attirato ben 3,07 milioni di telespettatori.
Pretty Little Liars è stato rinnovato fino alla settima stagione, rendendo lo show la serie di successo originale più longeva di ABC Family. Il 29 agosto 2016, I. Marlene King annunciò che Pretty Little Liars sarebbe finita dopo la messa in onda della settima stagione.

### Marketing
Pretty Little Liars è stato definito uno dei nuovi spettacoli più spettacolari dell'estate 2010 grazie alla forte promozione della ABC Family, tra cui "promozioni interessanti e vari poster". ABC Family ha incoraggiato i fan a ospitare una "Pretty Little Première Party" per lo spettacolo inviando ai primi intervistati un kit di fan, e selezionato candidati per entrare a far parte di un "gioco segreto" sull'iPhone fornito dalla rete. Gli account Facebook e Twitter ufficiali dello show hanno anche promosso funzioni speciali per i fan, tra cui un "Pretty Little Lie Detector". Il grande magazzino di Los Angeles Kitson ha mostrato lo show nella vetrina del suo negozio.
Un'edizione tie-in con il poster e il logo della prima stagione del primo romanzo del 2006 nella serie Pretty Little Liars è stata pubblicata alla data della première dello spettacolo, come il libro finale della serie di libri originale, "Wanted" . "Wanted" in seguito divenne l'ottavo libro della serie, poiché Shepard in seguito confermò che avrebbe esteso la serie. Il 28 dicembre 2012 è uscito un tie-in TV del secondo libro "Flawless" con un poster della terza stagione alterato.

## Accoglienza

### Critica
L'accoglienza della critica inizialmente è stata mista; l'aggregatore di recensioni Metacritic assegnò infatti alla serie un punteggio di 56 su 100. Alcuni critici tuttavia hanno espresso giudizi migliori per le stagioni successive alla prima, evidenziando come la trama segua un ritmo più veloce, con maggiori colpi di scena, rispetto alla "lentezza" della prima stagione.
La serie ha ricevuto invece un'ottima accoglienza da parte del pubblico, specialmente negli ultimi anni; ha vinto quattro People's Choice Awards (uno nel 2012, uno nel 2014, uno nel 2015 e uno nel 2016), e ben 38 Teen Choice Awards: tre nel 2010, tre nel 2011, cinque nel 2012, sette nel 2013 (edizione in cui la serie ha vinto tutti i premi per cui era stata nominata), sei nel 2014, sei nel 2015, sei nel 2016 e due nel 2017.
È inoltre la serie TV "più twittata". L'ultimo episodio della terza stagione, in particolare, ha generato 1,6 milioni di tweet complessivi.
Il New York Daily News ha dato una rassegna positiva allo spettacolo, commentando che "fa sembrare anemici i romanzi dei vampiri più popolari", concludendo che, Pretty Little Liars potrebbe andare in diverse direzioni, tra cui banali cliché teenager. Ha anche una buona possibilità di farci interessare a queste belle ragazze imperfette." Uno scrittore di Terror Hook ha dichiarato che "Pretty Little Liars" inizia in modo molto promettente, con grande produzione, la scrittura intrattiene lo spettatore e la recitazione è forte. Il mistero generale dello spettacolo alla fine è oscuro e imprevedibile, persino entrando nel regno del film slasher." Il New York Post ha dato allo spettacolo tre stelle su cinque, affermando: "Ok, quindi abbiamo stabilito che non vi è alcun valore di riscatto sociale in questa serie e che i tuoi figli non dovrebbero guardarlo se sono troppo giovani e impressionabili. Ma se riesci a distrarli abbastanza da perdere i primi 15 minuti, lo spettacolo non è affatto male. In realtà, è mezzo buono, se questo ha senso." Il Los Angeles Times ha scritto che la serie è "uno di quegli spettacoli che riesce a falsificare lievemente, e forse involontariamente, il suo genere mentre vi partecipa pienamente, e non è affatto una cosa negativa".
Entertainment Weekly ha avuto una recensione meno favorevole, dando allo spettacolo un voto in lettere di "D", dicendo: "Immagina il tono per Liars: è un So cosa hai fatto che incontra Gossip Girl, ma non è così sottile". Ha continuato dicendo che la trama "colpisce tutti gli sfiziosi spettacoli di intrattenimento per adolescenti così duramente (i capelli di tutti sono così pieni di segreti!) che sembra che l'unica cosa che manca sia una visita dai fantasmi di Jennifer Love Hewitt e Freddie Prinze Jr." Il The Hollywood Reporter ha paragonato lo spettacolo a quelli in onda su The CW e ha osservato: "Certo, qui c'è molto che sostiene più sguardi strabilianti degli sguardi interessati, ma un po' di pazienza potrebbe essere giustificata."

### Valutazioni
Dal debutto della serie, Pretty Little Liars è rimasta popolare. Nel 2016, uno studio del New York Times su 50 programmi TV con maggior numero di mi piace su Facebook scoprì che la popolarità dello show era orientata verso le donne più di qualsiasi altro show di tendenza al momento - oltre il 94 percento dei "mi piace" provenivano da donne".
L'episodio più seguito ha avuto 4,20 milioni di telespettatori, classificandosi tra le prime 5 trasmissioni della famiglia ABC tra i telespettatori adulti del rango 18-34 anni Gli episodi più votati includono il finale della prima stagione, con 3,64 milioni, e gli episodi della première e del finale della seconda stagione, ognuno con quasi 3,7 milioni di spettatori. Lo show si colloca come la serie più vista su Freeform, con un pubblico costante di oltre 2,5 milioni di spettatori e nel periodo di produzione fu l'unico show a produrre una media di oltre 2 milioni di spettatori.

## Premi e riconoscimenti
| Anno            | Risultato                 | Evento                                          | Categoria                                                   | Nominato/i |
| --------------- | ------------------------- | ----------------------------------------------- | ----------------------------------------------------------- | ---------- |
| 2010            |                           |                                                 |                                                             |            |
| Vincitore/trice | Teen Choice Awards        | Choice Summer TV Show                           | Pretty Little Liars                                         |            |
| Vincitore/trice | Teen Choice Awards        | Choice Summer TV Star: Male                     | Ian Harding                                                 |            |
| Vincitore/trice | Teen Choice Awards        | Choice Summer TV Star: Female                   | Lucy Hale                                                   |            |
| 2011            |                           |                                                 |                                                             |            |
| Candidato/a     | People's Choice Awards    | Favorite TV Obsession                           | Pretty Little Liars                                         |            |
| Vincitore/trice | NewNowNext Awards         | TV You Betta Watch                              | Pretty Little Liars                                         |            |
| Candidato/a     | GLAAD Media Awards        | Outstanding Drama Series                        | Pretty Little Liars                                         |            |
| Vincitore/trice | Teen Choice Awards        | Choice Summer TV Show                           | Pretty Little Liars                                         |            |
| Vincitore/trice | Teen Choice Awards        | Choice Summer TV Star: Female                   | Lucy Hale                                                   |            |
| Candidato/a     | Teen Choice Awards        | Choice Summer TV Star: Female                   | Troian Bellisario                                           |            |
| Vincitore/trice | Teen Choice Awards        | Choice Summer TV Star: Male                     | Ian Harding                                                 |            |
| Candidato/a     | Teen Choice Awards        | Choice Summer TV Star: Male                     | Keegan Allen                                                |            |
| Vincitore/trice | Young Hollywood Awards    | Cast to Watch                                   | Troian Bellisario, Ashley Benson, Lucy Hale & Shay Mitchell |            |
| Vincitore/trice | Banff Television Festival | Best Continuing Series                          | Pretty Little Liars                                         |            |
| Vincitore/trice | Youth Rock Awards         | Rockin' Actress - TV                            | Ashley Benson                                               |            |
| Candidato/a     | Youth Rock Awards         | Rockin' Actress - TV                            | Shay Mitchell                                               |            |
| Candidato/a     | Youth Rock Awards         | Rockin' Actor - TV                              | Ian Harding                                                 |            |
| Candidato/a     | Youth Rock Awards         | Rockin' Ensemble Cast - TV Drama                | Pretty Little Liars                                         |            |
| Candidato/a     | Capricho Awards           | Best TV Series                                  | Pretty Little Liars                                         |            |
| Candidato/a     | Capricho Awards           | Best International Actress                      | Lucy Hale                                                   |            |
| Candidato/a     | Capricho Awards           | Best International Actor                        | Ian Harding                                                 |            |
| 2012            |                           |                                                 |                                                             |            |
| Vincitore/trice | People's Choice Awards    | Favorite Cable TV Drama                         | Pretty Little Liars                                         |            |
| Candidato/a     | GLAAD Media Awards        | Outstanding Drama Series                        | Pretty Little Liars                                         |            |
| Candidato/a     | TV Guide Awards           | Favorite Guilty Pleasure                        | Pretty Little Liars                                         |            |
| Vincitore/trice | Teen Choice Awards        | Choice TV Actor: Drama                          | Ian Harding                                                 |            |
| Vincitore/trice | Teen Choice Awards        | Choice TV Actress                               | Lucy Hale                                                   |            |
| Vincitore/trice | Teen Choice Awards        | Choice TV Villan                                | Janel Parrish                                               |            |
| Vincitore/trice | Teen Choice Awards        | Choice Summer TV Star: Female                   | Troian Bellisario                                           |            |
| Vincitore/trice | Teen Choice Awards        | Choice TV: Drama                                | Pretty Little Liars                                         |            |
| Candidato/a     | Capricho Awards           | Best TV Series                                  | Pretty Little Liars                                         |            |
| Vincitore/trice | Do Something! Awards      | TV Show                                         | Pretty Little Liars                                         |            |
| 2013            |                           |                                                 |                                                             |            |
| Candidato/a     | People's Choice Awards    | Favorite Cable TV Drama                         | Pretty Little Liars                                         |            |
| Candidato/a     | People's Choice Awards    | Favorite TV Fan Following                       | Little Liars                                                |            |
| Vincitore/trice | Gracie Allen Awards       | Outstanding Performance by a Female Rising Star | Lucy Hale                                                   |            |
| Candidato/a     | TV Guide Awards           | Favorite Ensemble                               | Pretty Little Liars                                         |            |
| Candidato/a     | TV Guide Awards           | Favorite Villain                                | Keegan Allen & Janel Parrish                                |            |
| Vincitore/trice | Teen Choice Awards        | Choice TV: Drama                                | Pretty Little Liars                                         |            |
| Vincitore/trice | Teen Choice Awards        | Choice Summer TV Show                           | Pretty Little Liars                                         |            |
| Vincitore/trice | Teen Choice Awards        | Choice TV Actor: Drama                          | Ian Harding                                                 |            |
| Vincitore/trice | Teen Choice Awards        | Choice TV Actress: Drama                        | Troian Bellisario                                           |            |
| Vincitore/trice | Teen Choice Awards        | Choice TV Villan                                | Janel Parrish                                               |            |
| Vincitore/trice | Teen Choice Awards        | Choice Summer TV Star: Female                   | Lucy Hale                                                   |            |
| Vincitore/trice | Teen Choice Awards        | Choice Summer TV Star: Male                     | Keegan Allen                                                |            |
| Candidato/a     | Capricho Awards           | Best TV Series                                  | Pretty Little Liars                                         |            |
| Candidato/a     | Capricho Awards           | Best International Actress                      | Ashley Benson                                               |            |
| 2014            |                           |                                                 |                                                             |            |
| Candidato/a     | People's Choice Awards    | Favorite Cable TV Drama                         | Pretty Little Liars                                         |            |
| Vincitore/trice | People's Choice Awards    | Favorite Cable TV Actress                       | Lucy Hale                                                   |            |
| Candidato/a     | GLAAD Media Awards        | Outstanding Drama Series                        | Pretty Little Liars                                         |            |
| Candidato/a     | 40th Saturn Awards        | Best Youth-Oriented Television Series           | Pretty Little Liars                                         |            |
| Candidato/a     | Young Hollywood Awards    | Bingeworthy TV Series                           | Pretty Little Liars                                         |            |
| Candidato/a     | Young Hollywood Awards    | Best Cast Chemistry - TV                        | Pretty Little Liars                                         |            |
| Vincitore/trice | Teen Choice Awards        | Choice TV: Drama                                | Pretty Little Liars                                         |            |
| Candidato/a     | Teen Choice Awards        | Choice TV Actress: Drama                        | Troian Bellisario                                           |            |
| Vincitore/trice | Teen Choice Awards        | Choice TV Actress: Drama                        | Lucy Hale                                                   |            |
| Vincitore/trice | Teen Choice Awards        | Choice TV Actor: Drama                          | Ian Harding                                                 |            |
| Candidato/a     | Teen Choice Awards        | Choice TV Actor: Drama                          | Keegan Allen                                                |            |
| Candidato/a     | Teen Choice Awards        | Choice TV Villan                                | Janel Parrish                                               |            |
| Vincitore/trice | Teen Choice Awards        | Choice Summer TV Star: Female                   | Ashley Benson                                               |            |
| Candidato/a     | Teen Choice Awards        | Choice Summer TV Star: Female                   | Shay Mitchell                                               |            |
| Vincitore/trice | Teen Choice Awards        | Choice Summer TV Star: Male                     | Tyler Blackburn                                             |            |
| Vincitore/trice | Teen Choice Awards        | Choice TV Breakout Star: Female                 | Sasha Pieterse                                              |            |
| 2015            |                           |                                                 |                                                             |            |
| Vincitore/trice | People's Choice Awards    | Favorite Cable TV Drama                         | Pretty Little Liars                                         |            |
| Candidato/a     | People's Choice Awards    | Favorite Cable TV Actress                       | Ashley Benson                                               |            |
| Candidato/a     | People's Choice Awards    | Favorite Cable TV Actress                       | Lucy Hale                                                   |            |
| Candidato/a     | GLAAD Media Awards        | Outstanding Drama Series                        | Pretty Little Liars                                         |            |
| Candidato/a     | 41th Saturn Awards        | Best Youth-Oriented Television Series           | Pretty Little Liars                                         |            |
| Vincitore/trice | MTV Fandom Awards         | Feels Freak Out Of The Year                     | Pretty Little Liars                                         |            |
| Candidato/a     | MTV Fandom Awards         | Ship Of The Year                                | Shay Mitchell & Sasha Pieterse                              |            |
| Vincitore/trice | Teen Choice Awards        | Choice TV: Drama                                | Pretty Little Liars                                         |            |
| Candidato/a     | Teen Choice Awards        | Choice TV Actress: Drama                        | Shay Mitchell                                               |            |
| Vincitore/trice | Teen Choice Awards        | Choice TV Actress: Drama                        | Lucy Hale                                                   |            |
| Vincitore/trice | Teen Choice Awards        | Choice TV Actor: Drama                          | Ian Harding                                                 |            |
| Candidato/a     | Teen Choice Awards        | Choice TV Actor: Drama                          | Keegan Allen                                                |            |
| Vincitore/trice | Teen Choice Awards        | Choice TV Villain                               | Vanessa Ray (per il ruolo di A)                             |            |
| Candidato/a     | Teen Choice Awards        | Choice TV Scene Stealer                         | Sasha Pieterse                                              |            |
| Vincitore/trice | Teen Choice Awards        | Choice Summer TV Star: Female                   | Ashley Benson                                               |            |
| Candidato/a     | Teen Choice Awards        | Choice Summer TV Star: Female                   | Troian Bellisario                                           |            |
| Vincitore/trice | Teen Choice Awards        | Choice Summer TV Star: Male                     | Tyler Blackburn                                             |            |
| 2016            |                           |                                                 |                                                             |            |
| Vincitore/trice | People's Choice Awards    | Favorite Cable TV Drama                         | Pretty Little Liars                                         |            |
| Candidato/a     | People's Choice Awards    | Favorite Cable TV Actress                       | Ashley Benson                                               |            |
| Candidato/a     | People's Choice Awards    | Favorite Cable TV Actress                       | Lucy Hale                                                   |            |
| Candidato/a     | People's Choice Awards    | Favorite Cable TV Actress                       | Shay Mitchell                                               |            |
| Vincitore/trice | Teen Choice Awards        | Choice TV Show: Drama                           | Pretty Little Liars                                         |            |
| Candidato/a     | Teen Choice Awards        | Choice TV Actress: Drama                        | Troian Bellisario                                           |            |
| Vincitore/trice | Teen Choice Awards        | Choice TV Actress: Drama                        | Ashley Benson                                               |            |
| Candidato/a     | Teen Choice Awards        | Choice TV Actor: Drama                          | Keegan Allen                                                |            |
| Candidato/a     | Teen Choice Awards        | Choice TV Actor: Drama                          | Tyler Blackburn                                             |            |
| Vincitore/trice | Teen Choice Awards        | Choice TV Actor: Drama                          | Ian Harding                                                 |            |
| Vincitore/trice | Teen Choice Awards        | Choice TV Villain                               | Janel Parrish                                               |            |
| Vincitore/trice | Teen Choice Awards        | Choice TV Scene Stealer                         | Sasha Pieterse                                              |            |
| Vincitore/trice | Teen Choice Awards        | Choice TV Chemistry                             | Ashley Benson & Tyler Blackburn                             |            |
| Candidato/a     | Teen Choice Awards        | Choice Summer TV Actress                        | Lucy Hale                                                   |            |
| Candidato/a     | Teen Choice Awards        | Choice Summer TV Actress                        | Shay Mitchell                                               |            |
| 2017            |                           |                                                 |                                                             |            |
| Candidato/a     | People's Choice Awards    | Favorite Cable TV Drama                         | Pretty Little Liars                                         |            |
| Candidato/a     | People's Choice Awards    | Favorite Cable TV Actress                       | Ashley Benson                                               |            |
| Candidato/a     | People's Choice Awards    | Favorite Cable TV Actress                       | Lucy Hale                                                   |            |
| Candidato/a     | MTV Movie & TV Awards     | Show Of The Year                                | Pretty Little Liars                                         |            |
| Candidato/a     | Teen Choice Awards        | Choice TV Show: Drama                           | Pretty Little Liars                                         |            |
| Candidato/a     | Teen Choice Awards        | Choice TV Actress: Drama                        | Troian Bellisario                                           |            |
| Candidato/a     | Teen Choice Awards        | Choice TV Actress: Drama                        | Ashley Benson                                               |            |
| Vincitore/trice | Teen Choice Awards        | Choice TV Actress: Drama                        | Lucy Hale                                                   |            |
| Candidato/a     | Teen Choice Awards        | Choice TV Actress: Drama                        | Shay Mitchell                                               |            |
| Candidato/a     | Teen Choice Awards        | Choice TV Actress: Drama                        | Sasha Pieterse                                              |            |
| Candidato/a     | Teen Choice Awards        | Choice TV Actor: Drama                          | Ian Harding                                                 |            |
| Vincitore/trice | Teen Choice Awards        | Choice TV Villain                               | Janel Parrish                                               |            |
| Candidato/a     | Teen Choice Awards        | Choice TV Ship                                  | Shay Mitchell & Sasha Pieterse                              |            |

## Serie derivate

### Spin-off

#### Ravenswood(2013-2014)
Ravenswood è una serie televisiva thriller misteriosa soprannaturale che si svolge durante la quarta stagione della serie originale. Ambientato nella città immaginaria di Ravenswood, in Pennsylvania, la serie segue cinque estranei le cui vite si intrecciano a una maledizione mortale che ha afflitto la loro città per generazioni. Devono scavare nel passato oscuro della città per risolvere la misteriosa maledizione. Il cast è composto da Nicole Gale Anderson, Tyler Blackburn, Steven Cabral, Brett Dier, Britne Oldford e Merritt Patterson.

#### Pretty Little Liars: The Perfectionists(2019)
Pretty Little Liars: The Perfectionists è una serie televisiva thriller e drammatica, basata sul romanzo The Perfectionists di Sara Shepard, che funge da sequel alla serie originale. Ambientato in un'altra città immaginaria di Beacon Heights, Washington, dove tutto sembra perfetto, dal loro college di alto livello ai loro residenti esagerati e lo stress della necessità di essere perfetti porta al primo omicidio della città. Sasha Pieterse e Janel Parrish ritornano nei loro ruoli di Alison DiLaurentis e Mona Vanderwaal. Altri membri del cast sono Sofia Carson, Sydney Park, Eli Brown, Hayley Erin, Graeme Thomas King e Kelly Rutherford.

#### Pretty Dirty Secrets
Dopo il finale estivo della terza stagione trasmesso dalla ABC Family, lo stesso canale lanciò uno spin-off, sotto forma di webserie, con il titolo Pretty Dirty Secrets, mandato in onda ogni martedì dal 28 agosto 2012. Assenti nella webserie le protagoniste abituali della serie che saranno sostituite da altri membri del cast quali Brant Daugherty (Noel), Yani Gellman (Garrett), Vanessa Ray (CeCe), Brendan Robinson (Lucas) e Drew Van Acker (Jason).
La serie ruota attorno al negozio di articoli dedicati a Halloween che, già in precedenza, è stato mostrato nello show e mostrerà nuovi aspetti dei vari personaggi presi in analisi.

#### Pretty Little Liars: Original Sin(2022)
Pretty Little Liars: Original Sin è una serie televisiva statunitense del 2022, creata da Roberto Aguirre-Sacasa e Lindsay Calhoon Bring per HBO Max. È la quarta serie televisiva ispirata a Pretty Little Liars, basata sui romanzi scritti da Sara Shepard e ambientata nello stesso universo della serie precedente. La serie segue le vite di cinque adolescenti che vivono a Millwood (città vicino a Rosewood), in Pennsylvania, dopo aver iniziato a ricevere dei terrificanti messaggi da parte di una misteriosa persona conosciuta come "A", che le ritiene responsabili di un evento tragico avvenuto 22 anni prima e di cui tutte le loro madri sono colpevoli in qualche modo. Le ragazze quindi si alleano per cercare di capire cosa è realmente successo nel 1999 e che ruolo hanno avuto le loro madri nella faccenda.

## Versioni internazionali
Un adattamento turco è stato intitolato Tatlı Küçük Yalancılar (Sweet Little Liars) presentato per la prima volta su Star TV dal 6 luglio al 3 ottobre 2015. La serie turca è stata un remake libero della serie americana. La serie si è conclusa dopo una stagione con 13 episodi. Un adattamento asiatico è stato trasmesso in streaming su Viu nel 2020.